# Ernest King
Ernest Joseph King (Lorain, 3 de novembro de 1878 – Kittery, 25 de junho de 1956) foi um oficial naval estadunidense que atuou como o Comandante da Frota dos Estados Unidos e Chefe de Operações Navais durante a Segunda Guerra Mundial. Ele direcionou as operações, planejamento e administração da Marinha dos Estados Unidos e foi um dos membros do Estado-Maior Conjunto e Estado-Maior Combinado, sendo o segundo oficial naval mais graduado no conflito, depois do almirante William D. Leahy.
King entrou na Academia Naval dos Estados Unidos em 1897 e participou da Guerra Hispano-Americana enquanto ainda era estudante, se formando em 1901 como o quarto melhor aluno da sua turma. Seu primeiro comando foi o contratorpedeiro USS Terry em 1914 na Ocupação de Veracruz. Serviu como membro da equipe do vice-almirante Henry T. Mayo durante a Primeira Guerra Mundial. Depois da guerra atuou como o chefe da Escola de Pós-Graduação Naval e comandou divisões de submarinos. Qualificou-se como aviador naval em 1927 e comandou o porta-aviões USS Lexington. Em seguida foi o Chefe do Escritório de Aeronáutica e passou um período no Conselho Geral da Marinha, tornando-se em fevereiro de 1941 o Comandante da Frota do Atlântico.
Foi nomeado o Comandante da Frota dos Estados Unidos em dezembro de 1941 após o Ataque a Pearl Harbor, enquanto em março de 1942 assumiu como Chefe de Operações Navais, mantendo os dois cargos pela duração da Segunda Guerra Mundial. Também comandou a Décima Frota, que desempenhou um papel importante na luta contra submarinos alemães na Batalha do Atlântico. King participou das principais conferências Aliadas da guerra e assumiu a liderança na formulação das estratégias na Campanha do Pacífico. Se tornou em dezembro de 1944 o segundo oficial estadunidense a ser promovido para a nova patente de Almirante de Frota. Deixou o serviço ativo em dezembro de 1945 e passou sua aposentadoria em tranquilidade até morrer em 1956.

## Infância e educação
Ernest Joseph King nasceu em 23 de novembro de 1878 em Lorain, no estado de Ohio, Estados Unidos. Era o segundo filho de James Clydesdale King, um imigrante escocês de Renfrewshire, e Elizabeth Keam, uma imigrante inglesa de Plymouth. Seu pai trabalhou como construtor de pontes e depois em uma oficina ferroviária ao se mudar para Lorain. King tinha um irmão mais velho que morreu criança, dois irmãos e duas irmãs mais novas: Maude (que morreu aos sete anos), Mildred, Norman e Percy.

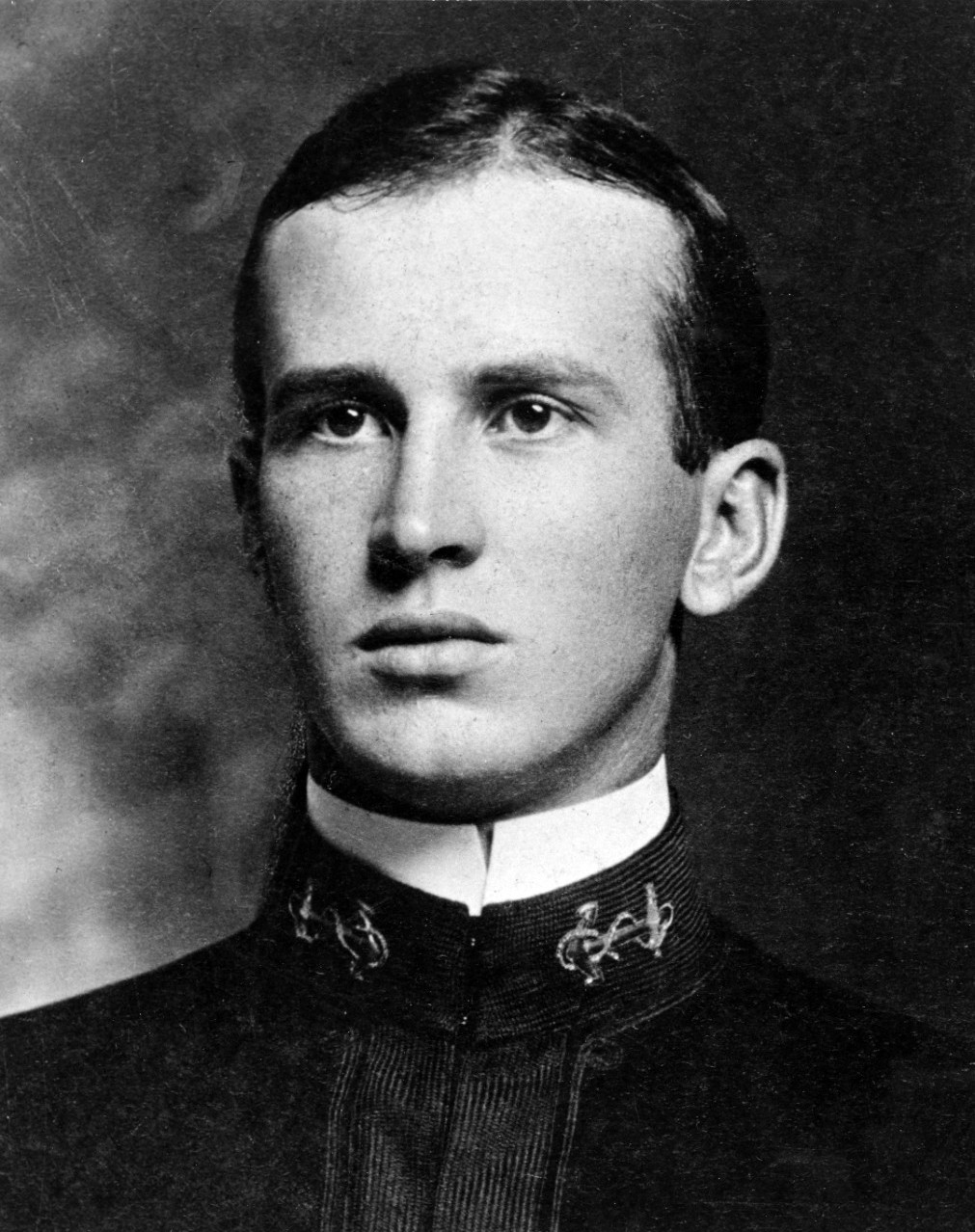
King em 1901

A família se mudou para Uhrichsville e seu pai assumiu um cargo nas oficinas da Pennsylvania Railroad, mas voltou para Lorain um ano depois. A família se mudou para Cleveland quando King tinha onze anos, com seu pai indo trabalhar como capataz na oficina da Valley Railway e King estudar na Escola Fowler. Ele saiu da escola e aceitou um emprego em uma empresa que fabricava máquinas tipográficas. A companhia fechou e King foi trabalhar com seu pai. A família retornou para Lorain após um ano e King foi estudar no Colégio de Lorain. Se formou como orador da turma em 1897, com seu discurso sendo intitulado "Usos da Adversidade". A escola era pequena e ele tinha apenas treze colegas de sala.
O deputado federal Winfield S. Kerr nomeou King para Academia Naval dos Estados Unidos em Annapolis, no estado de Maryland, depois dele ter passando por um exame físico e provas escritas em Mansfield na frente de outros trinta concorrentes. Entrou em Annapolis como cadete naval em 18 de agosto de 1897. Adquiriu o apelido de "Rey", a palavra espanhola para seu sobrenome King ("Rei", em português).
Os cadetes navais serviam em navios durante as férias de verão para se acostumarem com a vida no mar. Desta forma, King serviu a bordo do cruzador protegido USS San Francisco durante a Guerra Hispano-Americana. Ele alcançou a patente de cadete tenente-comandante durante seu último ano, a mais alta graduação para um cadete naval na época. Se formou em junho de 1901 como o quarto melhor aluno de uma turma de 67. O discurso de formatura foi feito por Theodore Roosevelt, o Vice-presidente dos Estados Unidos, que também entregou os diplomas.

## Carreira em tempos de paz

### Navios de superfície
Formandos que escolheram entrar no Corpo de Fuzileiros Navais foram imediatamente comissionados como segundos-tenentes, mas os restantes, incluindo King, precisaram servir dois anos no mar antes de serem comissionados como alferes. Ele fez um pequeno curso de projeto e operação de torpedos na Estação Naval de Torpedos em Newport, em Rhode Island. Se tornou o navegador do navio hidrográfico USS Eagle, que realizou pesquisas na Baía de Cienfuegos em Cuba. Um ferimento no olho fez com que fosse enviado para o Hospital Naval do Brooklyn, em Nova Iorque. Ao se recuperar foi designado para a tripulação do couraçado pré-dreadnought USS Illinois, que na época estava ancorado no Brooklyn, também em Nova Iorque. O Illinois era a capitânia do contra-almirante Arent S. Crowninshield, com King também conhecendo os membros do seu estado-maior. Estes lhe ofereceram um posto no cruzador protegido USS Cincinnati, que estava para partir rumo o Sudeste Asiático por meio do Canal de Suez.

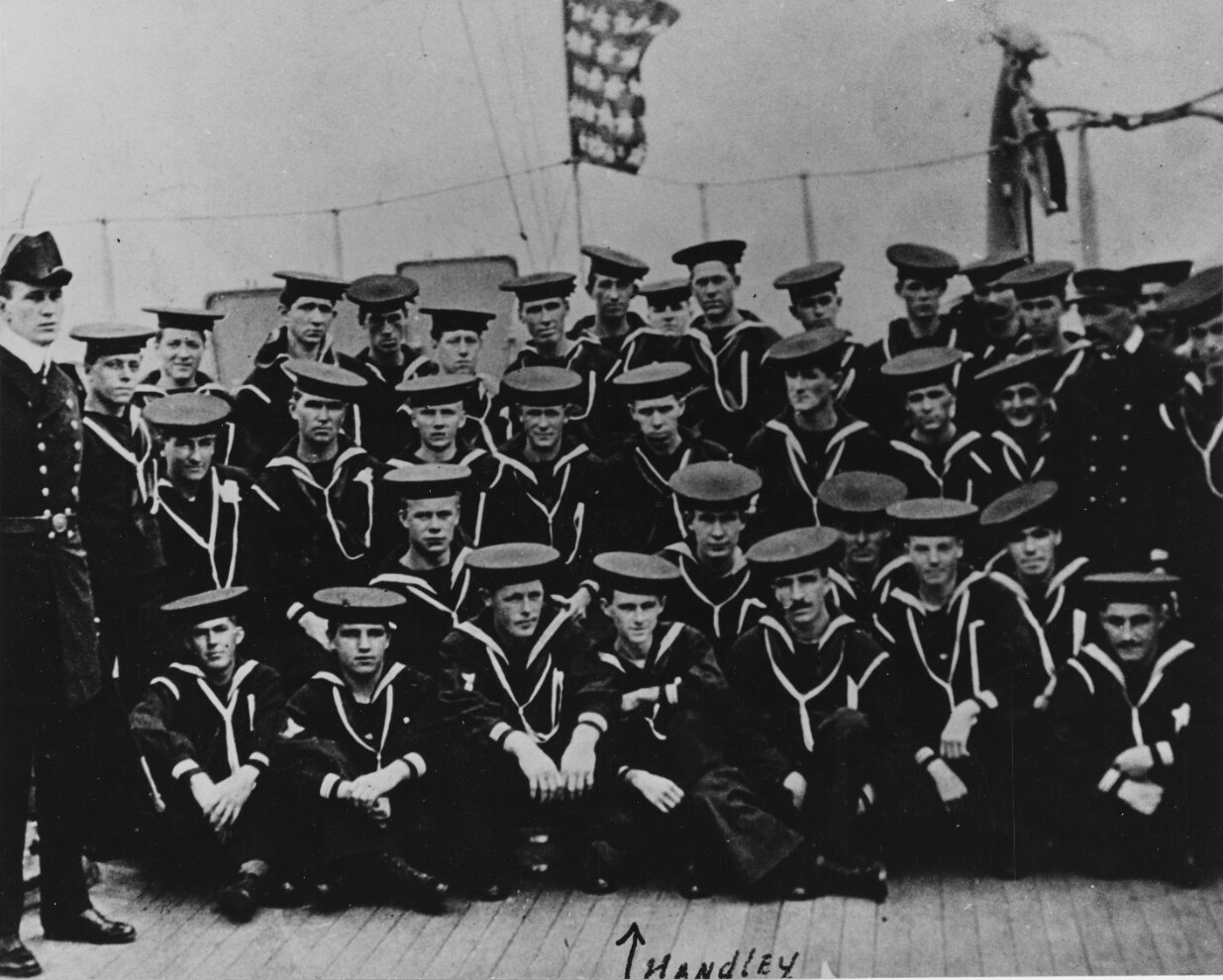
Tripulação do Cincinnati c. 1905, com King à esquerda

King foi promovido a alferes em 7 de junho de 1903, tendo feito sua prova enquanto o Cincinnati ainda estava na Europa. O navio passou várias semanas ancorado na Baía de Manila, nas Filipinas, realizando treinamentos de artilharia. Foi para a Coreia em fevereiro de 1904, onde a Guerra Russo-Japonesa estava em andamento. Permaneceu no local até outubro, seguindo então para a China. Voltou para Manila em fevereiro de 1905 e ficou realizando mais treinamentos de artilharia na área até março, retornando mais uma vez para a China. O Cincinnati escoltou em junho de 1906 os cruzadores protegidos russos Oleg, Aurora e Zhemchug, sobreviventes da Batalha de Tsushima em maio, até a Baía de Manila, onde foram internados até o fim da guerra. Incidentes de bebedeiras fizeram com que King fosse preso nos conveses inferiores, com suas atitudes francas e arrogantes que beiravam insubordinação levando a comentários adversos em seus relatórios de aptidão. King soube que membros da turma de 1902 de Annapolis estavam sendo enviados para casa da Frota Asiática, procurando então uma reunião com o contra-almirante Charles J. Train. Este concordou que King tinha direito a voltar para casa e arranjou para que fosse enviado a bordo do antigo navio-hospital USS Solace, que partiu em 27 de junho.
King, ao retornar aos Estados Unidos, se reuniu com sua noiva Martha Rankin Egerton, uma socialite de Baltimore que tinha conhecido enquanto ainda estava na Academia Naval. Tinham ficado noivos em janeiro de 1903. Ela estava vivendo em West Point, em Nova Iorque, junto com sua irmã Florence, que era casada com Walter Smith, um oficial do Exército. King e Egerton se casaram em uma cerimônia na Capela de Cadetes de West Point em 10 de outubro de 1905. Tiveram seis filhas: Claire, Elizabeth, Florence, Martha, Eleanor e Mildred; e um filho: Ernest Jr.. Martha, apelidada de Mattie, considerava mulheres educadas como vulgares. Ela pouco se interessou pela carreira naval do marido e suas atividades envolviam principalmente seus filhos e questões domésticas.
Sua designação seguinte foi como oficial de artilharia no couraçado USS Alabama. King na época se tornou um crítico da organização de bordo dos navios da marinha, que estava praticamente inalterada desde os tempos em que se operava embarcações à vela. Ele publicou suas ideias em um artigo na revista United States Naval Institute Proceedings com o título de "Some Ideas About Organization on Board Ship", que em 1909 ganhou o prêmio de melhor ensaio. "O escritor compreende totalmente a possível oposição", ele escreveu, "pois se há algo mais característico da Marinha do que a sua capacidade de combate, é sua inércia para mudar, ou conservadorismo, ou se apegar a coisas que são velhas porque são velhas". Além de uma medalha de ouro, o prêmio também incluía quinhentos dólares e uma adesão vitalícia ao Instituto Naval dos Estados Unidos.
A Marinha estava em expansão e assim alferes que já tinham servido três anos no mar se tornaram elegíveis para promoção a tenentes; apenas os poucos que falharam na prova foram promovidos a tenente júnior. King foi à Washington por dez dias em maio de 1906 para exames físicos e provas de conhecimento profissional. Por fim, houve uma audiência diante de um conselho de seleção, que no seu caso destacou seu histórico de bebedeiras e insubordinação, mas mesmo assim foi promovido, efetivo em 7 de junho. Designações alternavam entre postos no mar e em terra, assim King foi enviado para a Academia Naval, onde deu aulas de munição, artilharia e marinharia. Este posto possibilitou seu reencontro com Mattie, que estava vivendo com sua família em Baltimore. Após dois anos King se tornou o oficial encarregado de disciplina no dormitório de Bancroft Hall.
King voltou para o mar em 1909 como secretário do contra-almirante Hugo Osterhaus. Este foi transferido para terra no ano seguinte, assim King se juntou ao departamento de engenharia do couraçado USS New Hampshire. Logo se tornou o oficial de engenharia. Osterhaus voltou para o mar um ano depois e King se tornou seu secretário novamente. Ele voltou em maio de 1912 para uma designação em terra na Academia Naval, agora como oficial executivo da Estação de Experimentação de Engenharia Naval. Durante este período serviu como secretário-tesoureiro do Instituto Naval, editando e publicando artigos na Proceedings. Foi promovido a tenente-comandante em 1º de julho de 1913.

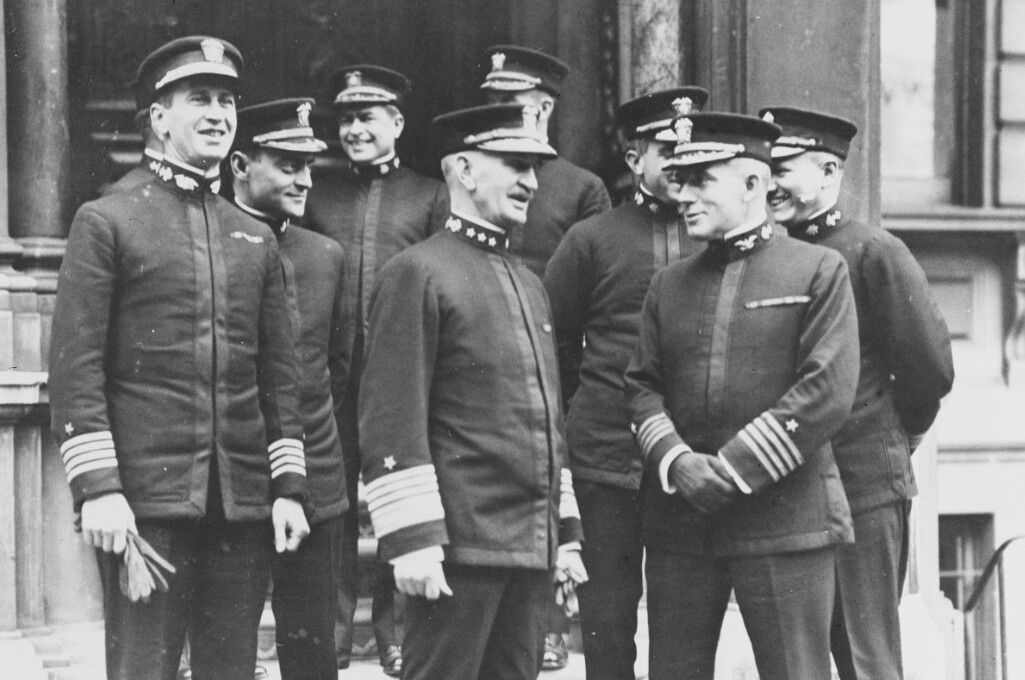
Mayo (centro) com sua equipe em 1917; King está à esquerda

Uma ameaça de guerra contra o México em 1913 fez King ir à Washington para pedir o comando de um contratorpedeiro. Ele recebeu seu primeiro comando em 30 de abril de 1914, o contratorpedeiro USS Terry, participando da ocupação estadunidense de Veracruz ao escoltar transportes vindos de Galveston, no Texas. Assumiu em 18 de julho o mais moderno contratorpedeiro USS Cassin. Também serviu como ajudante de ordens do capitão William Sims, o comandante da flotilha de contratorpedeiros da Frota do Atlântico.
King juntou-se em dezembro de 1915 à equipe do vice-almirante Henry T. Mayo, o comandante da Frota do Atlântico. Os Estados Unidos entraram na Primeira Guerra Mundial em 1917 e King se tornou um visitante frequente da Marinha Real Britânica, chegando a participar de ações como observador a bordo de navios britânicos. Foi condecorado com a Cruz da Marinha "por serviço distinto em linha de sua profissão". Foi promovido a comandante em 1º de julho de 1917 e capitão em 21 de setembro de 1918.
Após a guerra King adotou seu maneirismo característico de vestir o uniforme com um lenço no bolso do seu peito logo abaixo das suas faixas de condecoração. Oficiais estadunidenses que serviram junto com a Marinha Real fizeram isso para emular o almirante sir David Beatty. King foi o último a continuar com essa tradição. Se tornou chefe da Escola de Pós-Graduação Naval e comprou uma casa em Annapolis onde sua família passou a viver. King, com a ajuda dos capitães Dudley Knox e William S. Pye, preparou um relatório sobre treinamento naval que recomendava mudanças no treinamento e caminhos de carreira, ganhando grande circulação quando foi publicado na Proceedings. A maioria das recomendações do relatório foram aceitas e acabaram virando política.

### Submarinos

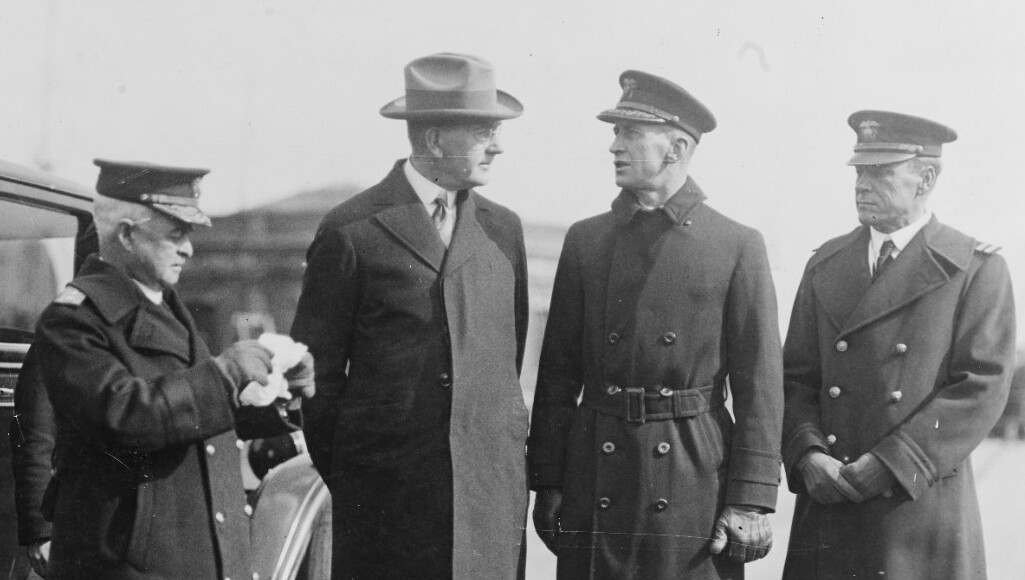
King (segundo da direita) conversa com Curtis D. Wilbur (segundo da esquerda), o Secretário da Marinha, em março de 1928 durante o resgate do submarino USS S-4; junto estão o contra-almirante Philip Andrews (esquerda) e o tenente Henry Hartley (direita), assistente de King

King soube em 1921 que o contra-almirante Henry B. Wilson, oficial cuja postura sobre educação naval ele não gostava, iria se tornar o Superintendente da Academia Naval. King assim foi falar com o capitão William D. Leahy sobre adiantar seu retorno para o mar, mas não havia nada disponível. King acabou aceitando o comando do navio-depósito USS Bridge. Auxiliares como o Bridge desempenhavam funções importantes, mas seus comandos eram considerados tediosos e evitados por oficiais carreiristas ambiciosos.
King novamente foi falar com Leahy um ano depois sobre outro comando, mas novamente não havia nada disponível. Leahy então perguntou se King estava interessado em submarinos, pois uma divisão de submarinos estava disponível. King aceitou. Ele realizou um rápido curso de treinamento na Escola de Submarinos em New London, em Connecticut, assumindo em seguida o comando da divisão. Ele hasteou seu galhardete de comodoro no USS S-20. Não havia insígnia de Guerra Submarina, mas King chegou a propor e desenhar o agora familiar insígnia de golfinho. Assumiu em 1923 o comando da Base Naval de Submarinos de New London.
Ele direcionou as operações de salvamento do submarino USS S-51 entre setembro de 1925 e julho de 1926, pela qual recebeu sua primeira Medalha de Serviço Distinto da Marinha. O S-51 estava a quarenta metros de profundidade com um grande rasgo na lateral, mas os mergulhadores da marinha não estavam acostumados a trabalhar em profundidades maiores do que 27 metros. O submarino foi reflutuado ao se selar os compartimentos e forçar a água para fora com ar comprimido. Oito pontões foram adicionados para torná-lo flutuante novamente. Uma tempestade acertou a área quando estavam se preparando para reflutuar o S-51, mas ele mesmo assim repentinamente subiu para a superfície. Uma tentativa de reboque falhou e King tomou a decisão de afundá-lo de novo. Mergulhadores depois conseguiram reflutuá-lo e levá-lo ao Estaleiro Naval de Nova Iorque.

### Aviação
O contra-almirante William A. Moffett, Chefe do Escritório de Aeronáutica, perguntou a King em 1925 se não se interessaria pela aviação naval. Ele não pode aceitar pelo salvamento do S-51 e porque queria comandar um cruzador, porém não havia um disponível. King depois aceitou a oferta de Moffett, mesmo ainda esperando por um cruzador. Assumiu o comando do auxiliar de hidroaviões USS Wright, com deveres adicionais como ajudante sênior na equipe do Comandante dos Esquadrões Aéreos da Frota do Atlântico.

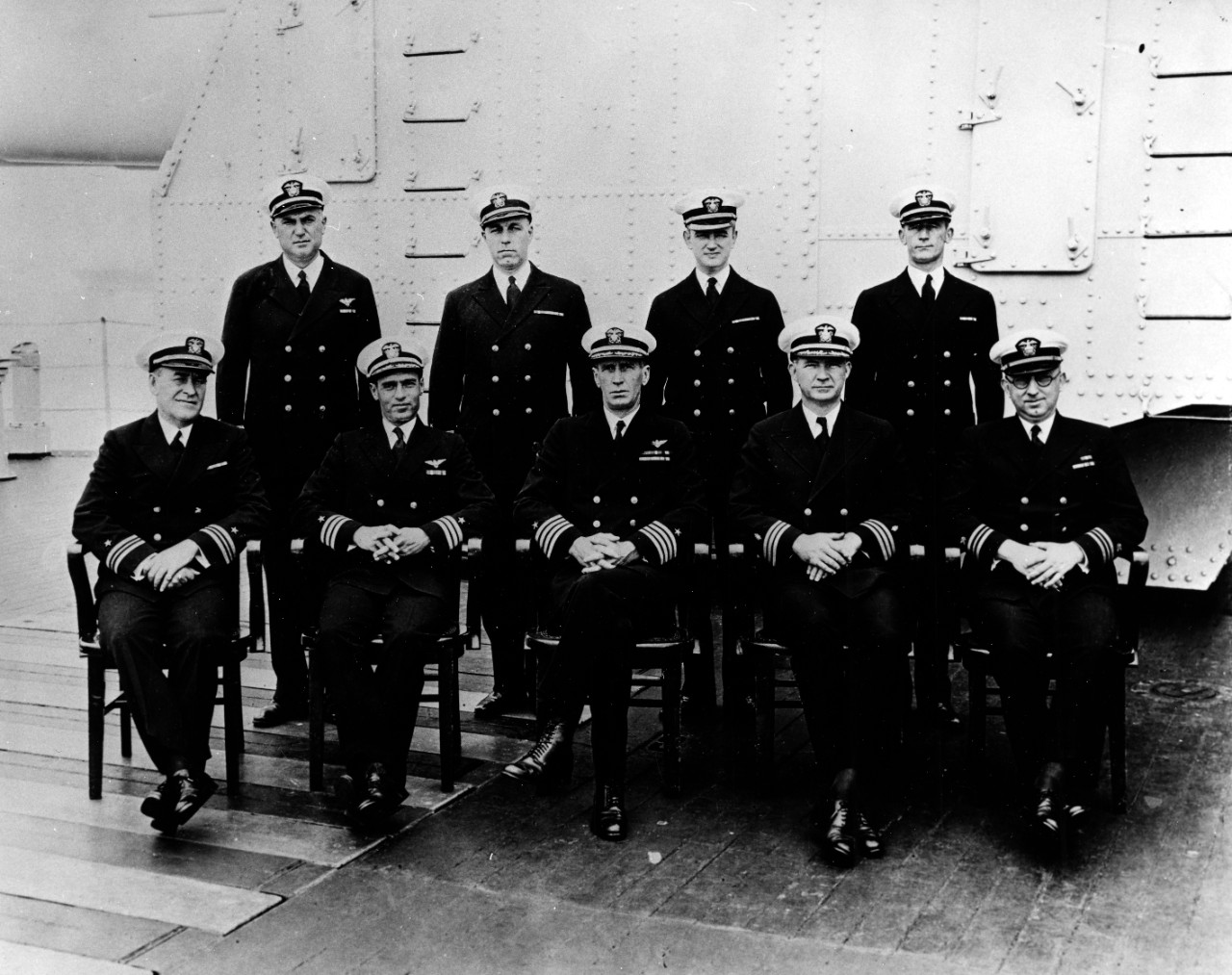
King (sentado, centro) junto com os outros oficiais do Lexington em 1931

O Congresso aprovou uma lei naquele mesmo ano que exigia que todos os comandantes de porta-aviões, auxiliares de hidroaviões e bases aéreas em terra deveriam ser qualificados como aviadores navais ou observadores. King assim foi para a Estação Aeronaval de Pensacola na Flórida em janeiro de 1927 para treinamento. Era o único capitão em sua turma de vinte, que incluía o comandante Richmond Turner. Se formou como Aviador Naval Nº 3368 em 26 de maio de 1927 e retomou o comando do Wright.
King voou sozinho por algum tempo, viajando para Annapolis aos fins de semana para visitar sua família, mas seus voos solos foram eliminados por uma regulamentação naval que proibia tais voos para aviadores maiores de cinquenta anos. Ele voou uma média de 150 horas por ano entre 1926 e 1936. King ficou no comando do Wright até 1929, mas houve um breve interlúdio em 1928 enquanto supervisiona o salvamento do submarino USS S-4, pelo qual recebeu sua segunda Medalha de Serviço Distinto. Em seguida se tornou Chefe Assistente do Escritório de Aeronáutica sob Moffett. Os dois discordaram sobre certos elementos da política do escritório, com King sendo substituído pelo comandante John Henry Towers e transferido para comandar a Estação Naval de Norfolk.
Se tornou em 20 de junho de 1930 o oficial comandante do porta-aviões USS Lexington, na época um dos maiores navios de seu tipo no mundo. King permaneceu no seu comando por dois anos. Fora de serviço ele gostava de beber, socializar e ir a festas com seus oficiais subordinados. King ignorou reclamações que alguns dos oficiais tinham alugado uma fazenda isolada onda a Lei Seca e Leis Azuis eram quebradas regularmente. Ele gostava da companhia de mulheres e teve muitos casos extraconjugais. Mulheres costumavam evitar sentar ao seu lado durante jantares caso não quisessem ser apalpadas embaixo da mesa. King certa vez chegou a dizer a uma amigo que "Você deve suspeitar bastante de qualquer que não aceita uma bebida ou não gosta de mulheres".
King foi estudar no Colégio de Guerra Naval em 1932. Lá escreveu uma tese intitulada "The Influence of National Policy on Strategy", em que identificava o Reino Unido e o Japão como os adversários mais prováveis dos Estados Unidos em uma guerra. Ele expôs a teoria de que a fraqueza dos Estados Unidos era sua democracia representativa:
| “ | Historicamente, apesar da experiência e conselho convincente de Washington (e de outros) para fazer os devidos preparativos para guerra, é tradicional e habitual para nós estarmos preparados inadequadamente. Isto é o resultado combinado de vários fatores, cujo caráter é apenas indicado: democracia, que tende a fazer com que todos acreditem que ele sabe de tudo; a preponderância (inerente na democracia) das pessoas cujo interesse real é o seu próprio bem-estar como indivíduos; a glorificação de nossas próprias vitórias em guerra e a ignorância correspondente em nossas derrotas (e desgraças) e de suas causas básicas; a incapacidade do indivíduo médio (o homem na rua) para compreender a causa e efeito não apenas em questões estrangeiras mas domésticas, bem como em sua falta de interesse em tais questões. A estes elementos acrescenta-se a forma como o nossa forma de governo (republicana) representativa se desenvolveu para valorizar a mediocridade e enfatizar os defeitos já mencionados do eleitorado. | ” |

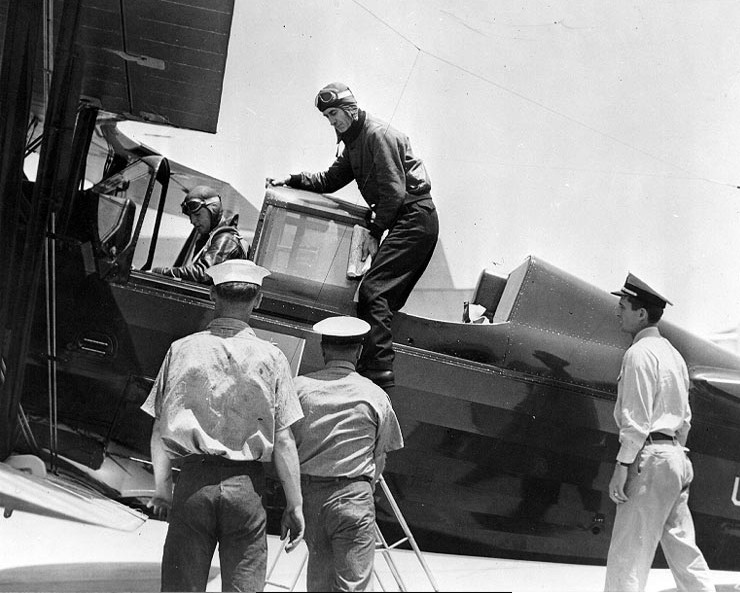
King chegando no Lexington em um Curtiss SOC Seagull em 1936

Moffett iria se aposentar em meados de 1933 e assim King foi atrás de seu cargo. Foi ajudado por Winder R. Harris, editor do jornal The Virginian-Pilot, e pelo senador Harry F. Byrd, que escreveu ao presidente Franklin D. Roosevelt em seu nome. Moffett morreu em 4 de abril de 1933 na queda do dirigível USS Akron, assim o almirante William V. Pratt, o Chefe de Operações Navais, listou King como sua quarta escolha para a posição, depois dos contra-almirantes Joseph M. Reeves, Harry E. Yarnell e John Halligan Jr., porém Claude A. Swanson, o novo Secretário da Marinha, recomendou King por ter ficado impressionado pelos salvamentos do S-51 e S-4. Consequentemente, King se tornou o Chefe do Escritório de Aeronáutica e foi promovido a contra-almirante em 26 de abril de 1933.
King, como chefe do escritório, trabalhou de perto com o Chefe do Escritório de Navegação, o agora contra-almirante Leahy, com o objetivo de aumentar o número de aviadores navais. Juntos estabeleceram o Programa de Treinamento de Cadetes de Aviação para recrutarem formandos colegiais como aviadores. Seu relacionamento com o almirante William Harrison Standley, sucessor de Pratt como Chefe de Operações Navais, foi mais tempestuoso porque Standley queria estabelecer o poder do Chefe de Operações Navais sobre os chefes de escritórios. King conseguiu bloquear as propostas de Standley com a ajuda de Leahy e Swanson.
King foi convocado diante de um subcomitê do Comitê de Apropriações da Câmara dos Representantes, presidido pelo deputado William Augustus Ayres, e questionado sobre os arranjos contratuais do Escritório de Aeronáutica com a Pratt & Whitney. Ele foi informado por sua equipe que uma resposta honesta poderia prejudicar o relacionamento da marinha com seu único fornecedor para um tipo específico de motores. King mesmo assim confirmou ao subcomitê que a Pratt & Whitney estava fazendo lucros de 45 por cento. Consequentemente, a Lei Vinson–Trammell de 1934 continha uma provisão que limitava os lucros de contratos governamentais de aviações em no máximo dez por cento.
Havia em 1936 apenas duas posições de aviação em alto mar: Comandante de Aeronaves da Força de Batalha, um vice-almirante que comandava os porta-aviões da marinha, e Comandante de Aeronaves da Força Base, um contra-almirante que comandava os esquadrões de hidroaviões. King esperava conseguir esta última, mas Standley era contra. Seu período como chefe de escritório terminou em 1936 e ele conseguiu se tornar o Comandante de Aeronaves da Força Base na Estação Aeronaval de North Island, na Califórnia. Ele sofreu um acidente em um avião de transporte Douglas XP3D em 8 de fevereiro de 1937, sendo promovido a vice-almirante em 29 de janeiro de 1938 e nomeado o Comandante de Aeronaves da Força de Batalha. Na época este era apenas um de apenas três postos para vice-almirantes na marinha.
King fez do porta-aviões USS Saratoga sua capitânia. Em jogos de guerra em 1938 ele conseguiu realizar um ataque aeronaval contra Pearl Harbor, no Havaí, confirmando conclusões chegadas por Yarnell em 1932 e demonstrando que a base era perigosamente vulnerável a um ataque aéreo. Entretanto, isto não foi levado a sério.

## Segunda Guerra Mundial

### Conselho Geral

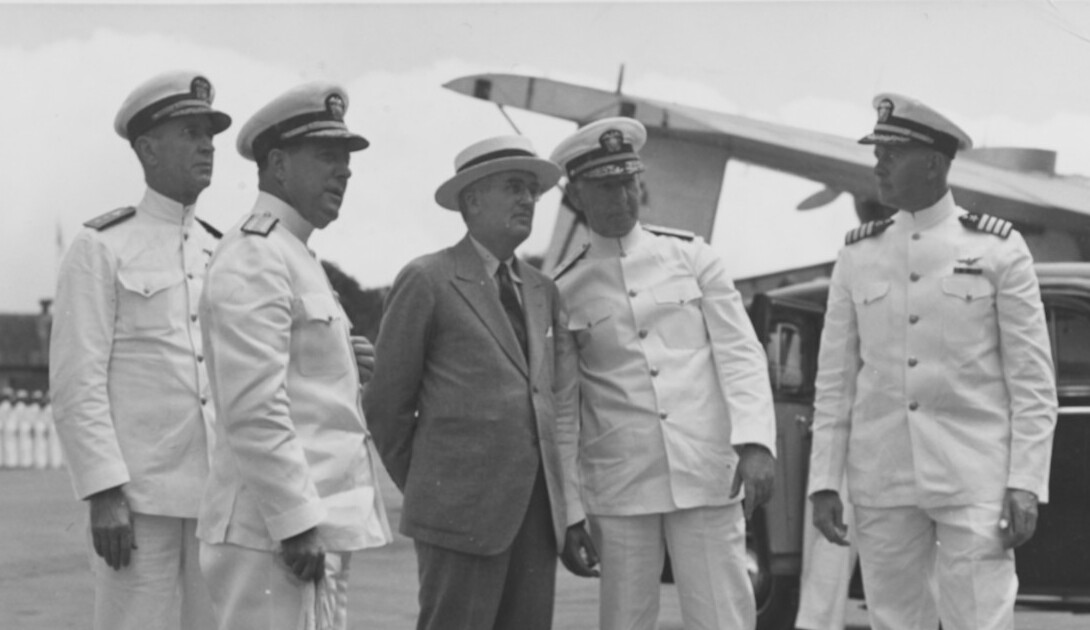
King, contra-almirante Arthur L. Bristol, Charles Edison, contra-almirante Claude C. Bloch e capitão Elliott Buckmaster em 12 de abril de 1940 durante uma inspeção da Estação Naval de Pearl Harbor

King esperava ser nomeado Chefe de Operações Navais ou Comandante da Frota dos Estados Unidos, mas foi revertido de volta para contra-almirante em 1º de julho de 1939 e designado para o Conselho Geral da Marinha, um posto morto em que oficiais graduados gastavam seu tempo antes da aposentadoria. Entretanto,  eventos extraordinários mudariam o rumo de sua carreira.
King fez uma viagem de seis semanas entre março e maio de 1940 pelas várias bases navais estadunidenses no Oceano Pacífico acompanhado de Charles Edison, o Secretário da marinha, do capitão Morton Deyo, ajudante naval de Edison, e de Arthur Walsh, um amigo de Edison. Ao voltarem para Washington, King recebeu de Edison uma tarefa especial: melhorar as defesas antiaéreas da frota. Experimentos em fevereiro de 1939 com drones controlados por rádio e fazendo voos sobre os navios demonstraram que eles eram difíceis de se abater. Aeronaves eram rápidas e carregavam bombas maiores, consequentemente sendo ameaças maiores para a frota, um medo que muito em breve seria confirmado em combate. King analisou os planos para cada tipo de navio e fez recomendações sobre os tipos de armas que deveriam ser instaladas, onde deveriam ficar localizadas e o que deveria ser removido para liberar espaço para elas. Ele preparou um pedido de trezentos milhões de dólares para colocar o programa em prática. Edison ficou tão impressionado que escreveu a Roosevelt recomendando que King fosse nomeado Comandante da Frota dos Estados Unidos.

### Frota do Atlântico

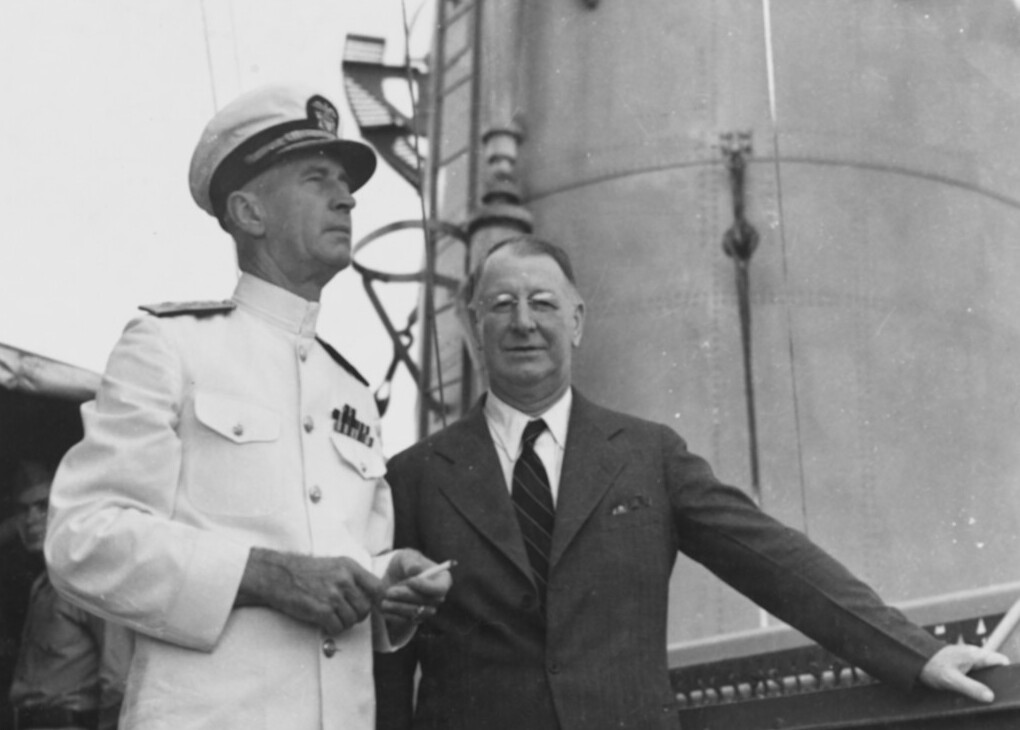
King e Frank Knox a bordo do Augusta em setembro de 1941

O almirante Harold R. Stark, o Chefe do Operações Navais, percebeu que o talento de King para comandar estava sendo desperdiçado no Conselho Geral. Stark chamou King em setembro de 1940 para uma reunião junto com o contra-almirante Chester W. Nimitz, o Chefe do Escritório de Navegação, oferecendo à King o comando da Esquadra do Atlântico. Nimitz explicou que apesar de King ter sido um vice-almirante em seu último comando, ele seria apenas um contra-almirante neste novo. King disse que não se importava e aceitou. Porém, uma operação de hérnia adiou em um mês o comando, depois isto foi adiado em mais algumas semanas enquanto acompanhava Frank Knox, o novo Secretário da Marinha, em outra viagem de inspeção, desta vez pelas bases no Oceano Atlântico.
King assumiu em 17 de dezembro de 1940 como o Comandante da Força de Patrulha (como a Esquadra do Atlântico passou a ser chamada depois de 1º de novembro), fazendo do couraçado USS Texas sua capitânia em Norfolk, na Virgínia. Ele examinou um plano de guerra que existia no cofre do navio e descobriu que era para uma guerra contra o México. Sua primeira ordem foi emitida três dias depois e colocava a Força de Patrulha em situação de guerra. King surpreendeu subordinados ao afirmar que os Estados Unidos já estavam em guerra contra a Alemanha. Ele emitiu um janeiro de 1941 uma diretiva que encorajava seus oficiais a delegarem e evitarem microgerenciamento, diretiva que ainda é amplamente citada nas forças armadas estadunidenses atualmente.

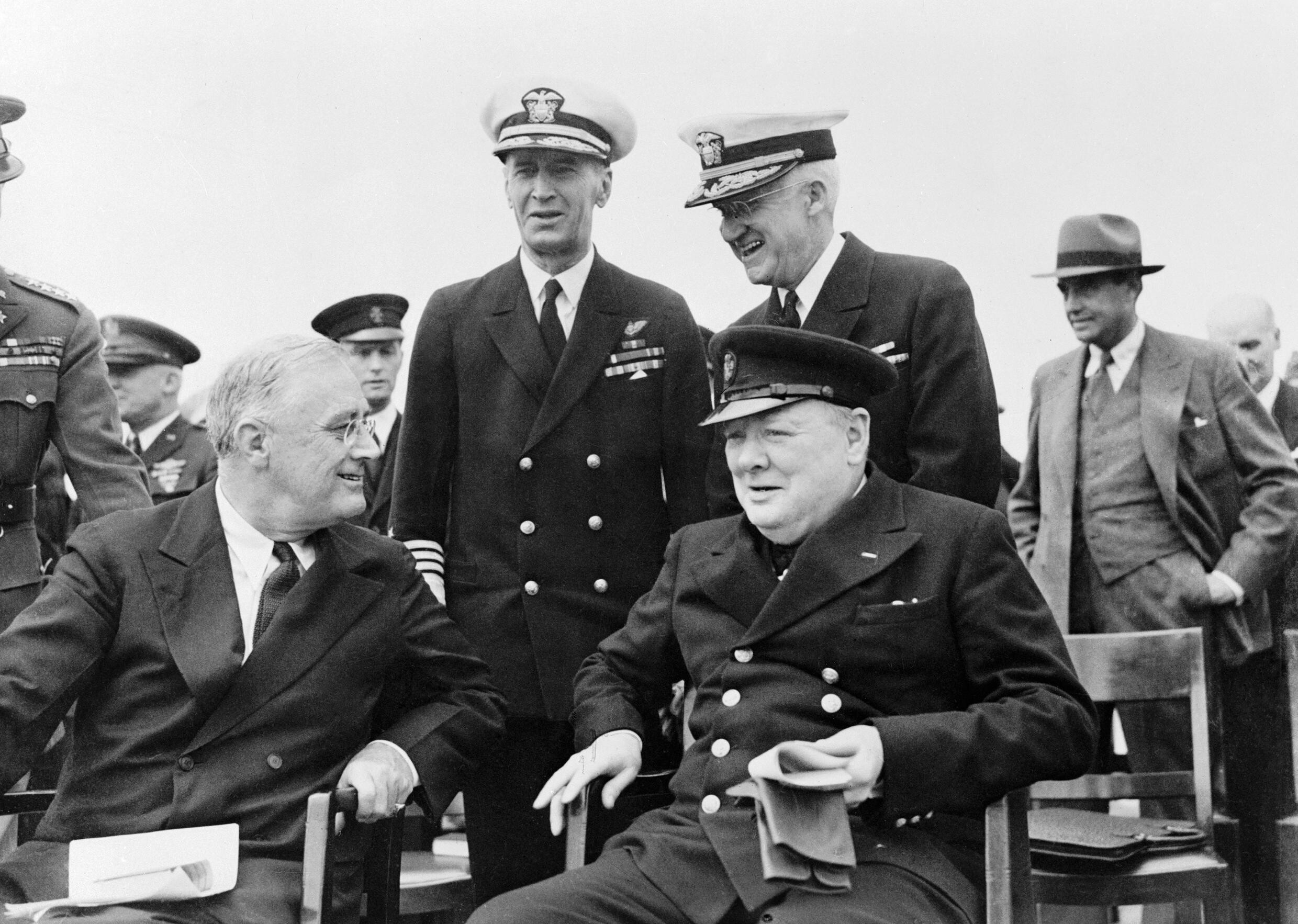
Roosevelt e Churchill no tombadilho do em 10 de agosto de 1941 para a Conferência do Atlântico; atrás deles estão King e Stark

A Força de Patrulha foi renomeada para Frota do Atlântico em 1º de fevereiro de 1941. King foi promovido a almirante no mesmo dia e se tornou o Comandante da Frota do Atlântico. King sempre tinha bebido muito, mas decidiu em março parar de beber. A Alemanha estava prestes a iniciar uma invasão da União Soviética e não queria arriscar um conflito contra os Estados Unidos, assim ela recuou todos os seus submarinos no oeste do Atlântico. Isto encorajou Roosevelt e tomar outras atitudes.
King foi convocado em abril para Hyde Park, em Nova Iorque, onde o presidente lhe informou de uma iminente conferência com o primeiro-ministro britânico Winston Churchill em Argentia, na Terra Nova. Retornou para Hyde Park em julho para realizar mais arranjos. King achou que o antigo Texas era inadequado como capitânia e assim se transferiu em 24 de abril para o cruzador pesado USS Augusta. Este transportou Roosevelt para a Conferência do Atlântico em agosto, onde King e o almirante britânico sir Percy Noble trabalharam nos detalhes para que a Marinha dos Estados Unidos escoltasse comboios até metade do Atlântico.
Ele emitiu ordens em 19 de julho para a criação da Força Tarefa 1, que tinha como missão a escolta de comboios até a Islândia, que tinha sido ocupada por fuzileiros navais estadunidenses no mês anterior. Os comboios eram nominalmente estadunidenses, mas navios de outras nacionalidades eram livres para se juntar. Os comboios passaram a ser escoltados a partir de 1º de setembro até um ponto no meio do oceano, onde se encontrariam com escoltas da Marinha Real Britânica e Marinha Real Canadense. Os Estados Unidos estava então travando uma guerra não declarada, mas até novembro ainda estavam restringidos pelos Atos de Neutralidade da Década de 1930: cargueiros estadunidenses não podiam levar bens para o Reino Unido nem se armarem. O contratorpedeiro USS Reuben James se tornou em 31 de outubro o primeiro navio estadunidense a afundar um submarino alemão.

### Frota dos Estados Unidos

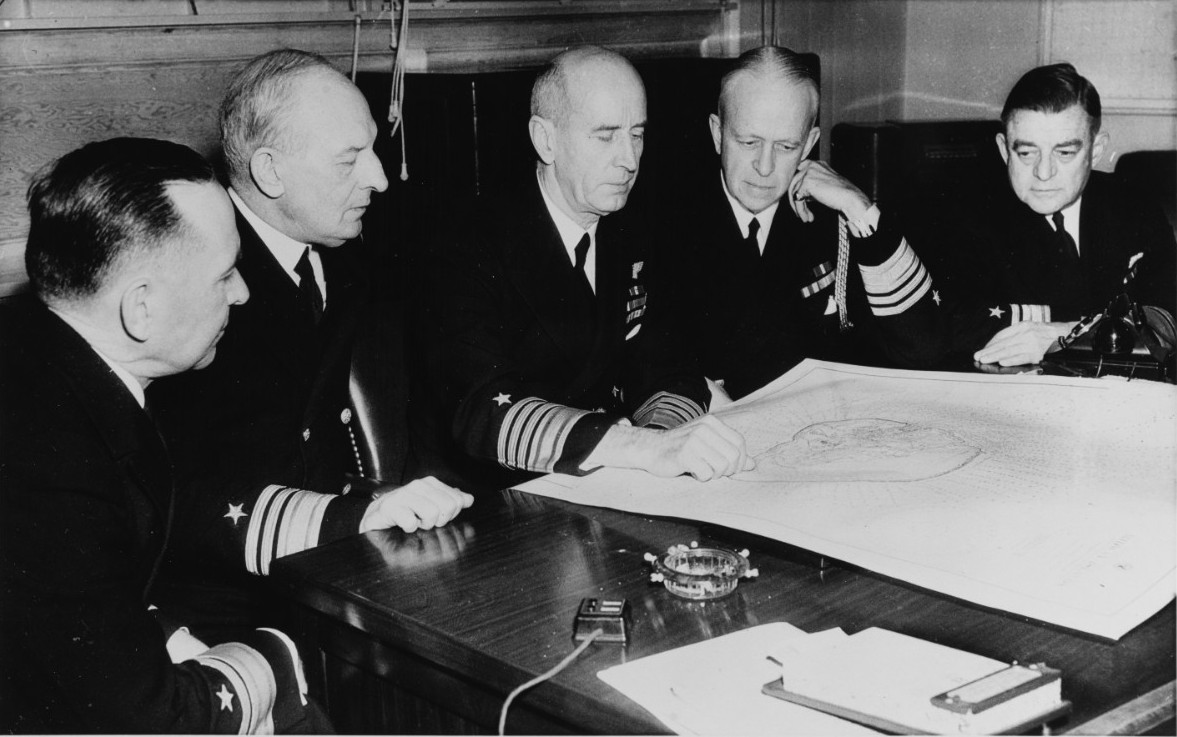
King e sua equipe em 1942. Esquerda para direita: contra-almirante John H. Newton, vice-almirante Frederick J. Horne, King, vice-almirante Russell Willson e contra-almirante Richard S. Edwards

Os Estados Unidos declararam guerra contra a Alemanha em 11 de dezembro. King foi nomeado Comandante da Frota dos Estados Unidos em 20 de dezembro. Dez dias depois fez da canhoneira USS Vixen sua capitânia, sendo sucedido no comando da Frota do Atlântico pelo almirante Royal E. Ingersoll. Nimitz se tornou no mesmo dia o Comandante da Frota do Pacífico.
Stark estava relutante em perder Ingersoll como seu chefe de estado-maior, mas King insistiu que este era necessário como Comandante da Frota do Atlântico. Ele ofereceu como substitutos o contra-almirante Russell Willson, o Superintendente da Academia Naval, e o contra-almirante Frederick J. Horne, do Conselho Geral. Stark escolheu Horne e King ficou com Willson como seu próprio chefe do estado-maior. O contra-almirante Richard S. Edwards, que tinha atuado como Comandante de Submarinos da Frota do Atlântico sob King, se tornou seu vice-chefe do estado-maior. King escolheu como assistentes os contra-almirantes Richmond Turner e Willis Lee.
King não se deu bem com Willson, pois suas personalidades eram muito diferentes, e admitiu que a nomeação fora um erro. King fez com que Willson se aposentasse em agosto de 1942 por um problema cardíaco, sendo sucedido por Edwards. Turner foi para Campanha de Guadalcanal e foi sucedido pelo contra-almirante Charles M. Cooke Jr.. King trouxe o capitão Francis S. Low da Frota do Atlântico para ser seu oficial de operações. Edwards, Cooke e Horne permaneceram com King por toda a guerra, mas os subordinados eram trazidos por um até um ano e então voltava para o mar. King passou a trabalhar principalmente na sede do Departamento da Marinha em Washington, mas mesmo assim queria ser capaz de ir para o mar por conta própria em qualquer momento. Desta forma, ele fez com que o iate SS Delphine, ex-propriedade da família de Horace Elgin Dodge, fosse comprado para ser sua capitânia, sendo renomeado USS Dauntless. King viveu a bordo da embarcação, que passou a maior parte da guerra no Estaleiro Naval de Washington.

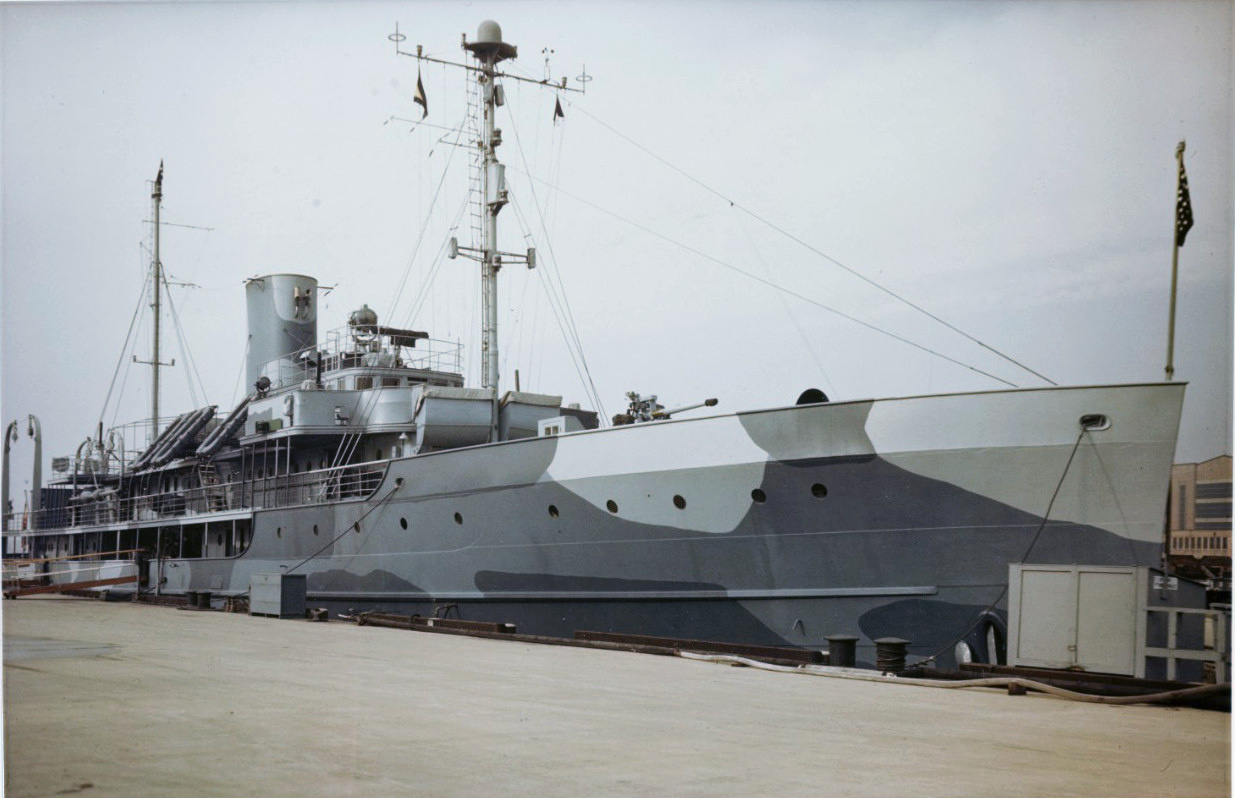
O Dauntless no Estaleiro Naval de Washington c. 1944–1945

Roosevelt emitiu em 18 de dezembro de 1941 a Ordem Executiva 8984, que fazia do Comandante da Frota dos Estados Unidos o comandante das forças operacionais da marinha e "diretamente responsável, sob a direção geral do Secretário da Marinha, perante o Presidente dos Estados Unidos". Consequentemente, uma sobreposição considerável foi criada entre Comandante da Frota dos Estados Unidos e Chefe de Operações Navais, assim Roosevelt, seguindo uma sugestão de Stark, combinou as duas funções com a Ordem Executiva 9096, emitida em 12 de março de 1942. King sucedeu Stark como Chefe de Operações Navais no dia 26, tornando-se o único oficial na história a ocupar esse comando combinado. Horne no mesmo dia foi nomeado Vice-Chefe de Operações Navais. Stark se tornou o Comandante das Forças Navais dos Estados Unidos na Europa. Apesar de King ser tanto Comandante da Frota dos Estados Unidos quanto Chefe de Operações Navais, os dois cargos permaneceram separados e distintos, com a única sobreposição sendo o próprio King. Ele completou 64 anos em 23 de novembro de 1942 e escreveu a Roosevelt dizendo que tinha chegado na idade de aposentadoria obrigatória. O presidente respondeu com um bilhete que dizia: "E daí, velhaco? Talvez eu te envie um presente de aniversário". Roosevelt lhe enviou de presente uma fotografia dele próprio emoldurada.
Os chefes do estado-maior estadunidenses se encontraram com o Comitê do Estado-Maior britânico entre 24 de dezembro de 1941 e 14 de janeiro de 1942 em Washington, concordando em se fundirem para formar o Estado-Maior Combinado, que fez sua primeira reunião em Washington em 23 de janeiro. Os estadunidenses, a fim de fazer um paralelo com os britânicos, formaram o Estado-Maior Conjunto, que fez sua primeira reunião em 9 de fevereiro. O Estado-Maior Conjunto inicialmente tinha Stark, King, o general George Marshall, Chefe do Estado-Maior do Exército dos Estados Unidos; e o tenente-general Henry H. Arnold, Chefe do Corpo Aéreo do Exército dos Estados Unidos. King, como membro do Estado-Maior Combinado e Estado-Maior Conjunto, se envolveu na formulação de uma grande estratégia para a guerra, o que ocupou a maior parte do seu tempo.

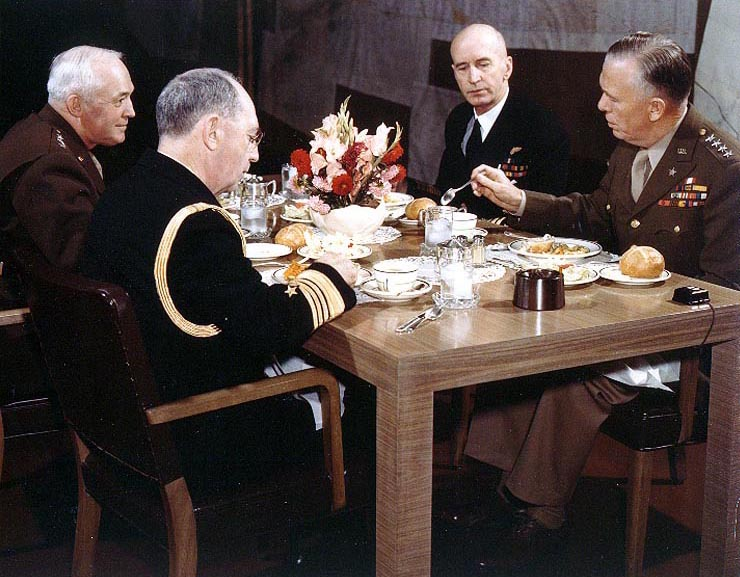
Esquerda para direita: Arnold, Leahy, King e Marshall almoçando em 1943; o Estado-Maior Conjunto costumava realizar almoços toda quarta-feira

Stark saiu do Estado-Maior Conjunto em março quando deixou de ser o Chefe de Operações Navais, reduzindo o órgão a apenas três membros. Marshall defendia um estado-maior geral conjunto, mas Turner e Ingersoll eram contra. Marshall, diante da oposição de King, recuou da ideia de um chefe executivo dos ramos de serviço, mas ainda assim defendeu que um oficial graduado atuasse como porta-voz do Estado-Maior Conjunto e como ligação entre o presidente e o Estado-Maior Conjunto. Ele nomeou Leahy ao posto por esperar que um oficial naval seria mais aceitável para King. Este permaneceu contra por princípios, mas Roosevelt foi convencido dos méritos da proposta. Leahy foi nomeado em 21 de julho de 1942 como o Chefe do Estado-Maior para o Comandante em Chefe do Exército e Marinha, tornando-se o quarto membro do Estado-Maior Conjunto. Leahy era o oficial mais sênior de todos e presidia as reuniões, mas não exercia autoridade de comando alguma. King e Marshall mantiveram seus acessos diretos ao presidente. King teve 32 reuniões oficiais com Roosevelt na Casa Branca em 1942, mas apenas oito em 1943, nove em 1944 e uma única em 1945.
Roosevelt microgerenciava a marinha. Ele enviou no início de 1942 instruções explícitas ao almirante Thomas C. Hart, o comandante da Frota Asiática, detalhando como queria que patrulhas de vigilância ocorressem. Marshall recebeu autoridade para reorganizar o Departamento de Guerra, mas a autoridade de King era mais restrita. King, agindo a partir de uma sugestão do presidente para "simplificar" o Departamento da Marinha, ordenou uma reestruturação em 28 de maio. Esta teve a oposição de Knox e James Forrestal, o Subsecretário da Marinha, que enxergaram um desafio à sua autoridade, além dos chefes de escritórios, que temiam por sua autonomia. Roosevelt também foi contra, ordenando em 12 de junho que Knox cancelasse tudo que King tinha feito. O presidente permitiu a criação do cargo de Vice-Chefe de Operações Navais para Aviação, mas escreveu para Knox em agosto de 1943 que: "Diga ao Ernie mais uma vez: Nenhuma reorganização do Depto. da Marinha criada durante a guerra. Vamos vencê-la primeiro".

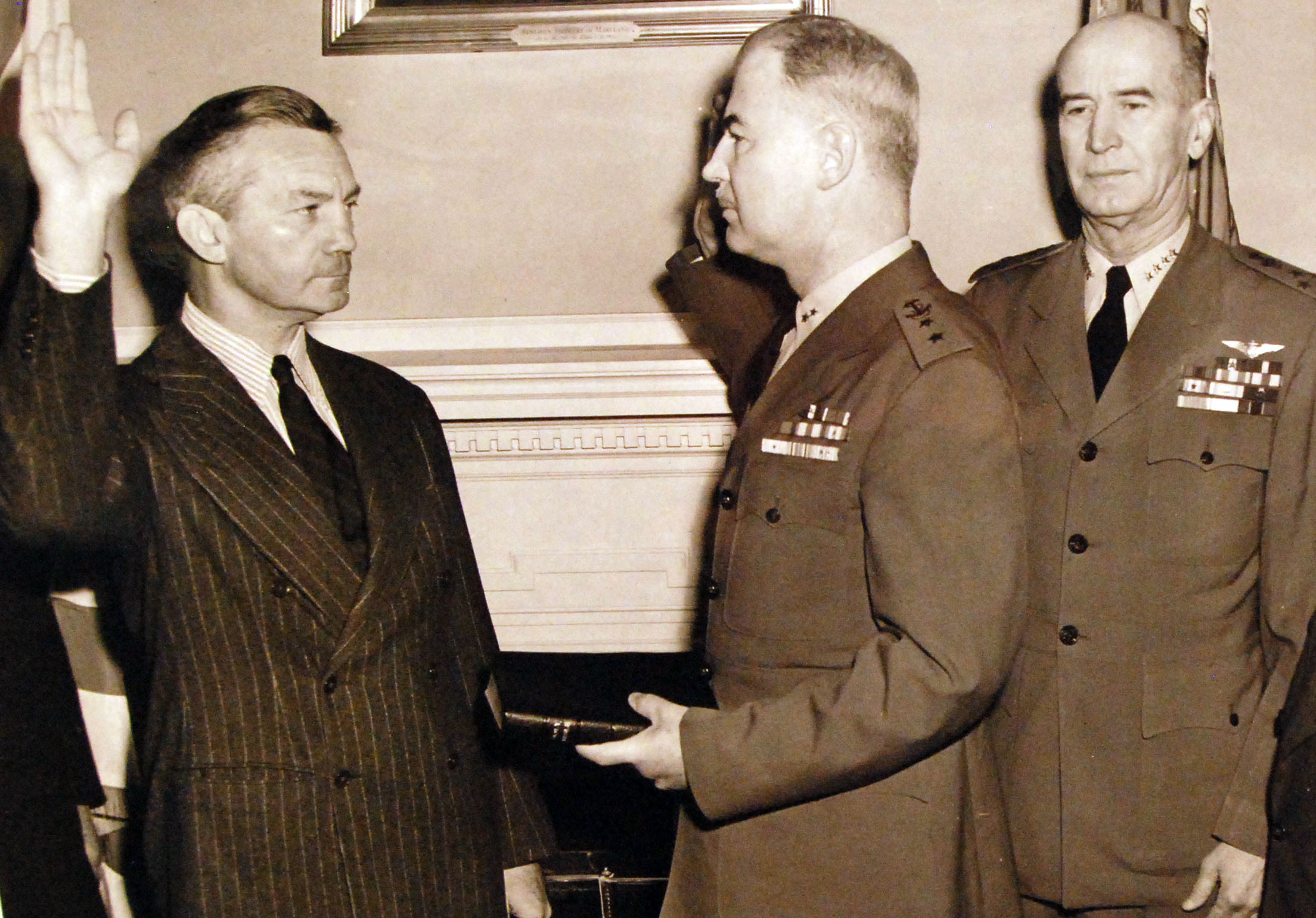
King (direita) observa a posse de Forrestal (esquerda) como Secretário da Marinha em 19 de maio de 1944

Knox enxergava King como uma ameaça à sua autoridade por este se reportar diretamente a Roosevelt e estar apenas sob sua "supervisão geral". Ele tentou remover King em 1942 ao sugerir que este assumisse o comando no Pacífico como Comandante da Frota dos Estados Unidos, mas isto não era possível porque King era membro do Estado-Maior Conjunto, assim precisava permanecer em Washington. Knox tentou no ano seguinte fazer com que Horne, que lidava com a maioria dos trabalhos de Chefe de Operações Navais como preparação de orçamentos e aparecer diante do Congresso, fosse nomeado para o cargo. Isto também fracassou, pois exigia uma ordem executiva do presidente, com King elevando Edwards sobre Horne em 1º de outubro de 1944 para a nova posição de Vice-Comandante da Frota dos Estados Unidos e Vice-Chefe de Operações Navais. Cooke substituiu Edwards como chefe do estado-maior de King. Knox morreu em 28 de abril de 1944 e Roosevelt nomeou Forrestal como substituto. Este era familiar com as questões navais e tinha bom histórico no gerenciamento do programa de aquisições da marinha. Entretanto, ele e King entraram em conflito.
A marinha sempre tinha pensado em termos de navios, mas meados de 1944 mais embarcações estavam encomendadas do que a marinha tinha marinheiros disponíveis para conseguir tripulá-las. A marinha nesta época estava dominada por aviadores e submarinistas, assim o alvo mais fácil de cortes eram os couraçados. King ordenou em maio de 1942 que a construção dos couraçados da Classe Montana fosse adiada indefinidamente em favor de mais porta-aviões e cruzadores. Ele tinha sido contra a construção da Classe Montana enquanto estava no Conselho Geral porque eles eram muito grandes para atravessarem o Canal do Panamá. Porta-aviões eram outra questão; King foi contra a proposta de Roosevelt em 1942 para adiar os porta-aviões da Classe Midway pelo motivo de que eles consumiriam muitos recursos e era improvável que ficassem prontos antes do fim da guerra. O presidente acabou autorizando-os, mas sua previsão mostrou-se correta. Entretanto, King cedeu para Roosevelt na questão dos porta-aviões de escolta; ele acreditava que qualquer coisa menor do que a Classe Essex não seria útil no Pacífico, mas aceitou o argumento do presidente de que era importante colocar novos porta-aviões em serviço o mais rápido possível.
A guerra contra os submarinos alemães já tinha sido vencida em 1943, assim King cancelou duzentos dos mil contratorpedeiros que na época estavam encomendados, mas ele voltou atrás em cancelar outros duzentos quando o Escritório de Navios protestou. A frota tinha crescido mais rápido do que o esperado, pois os planos tinham presumido perdas na escala daquelas sofridas em 1942, mas na realidade foram sido muito mais baixas. Foi estimado em março de 1944 que a marinha alcançaria seu teto de mão de obra em agosto e que precisaria de mais 340 mil homens até o final do ano para os navios em construção, incluindo nove porta-aviões da Classe Essex. King pediu em 2 de julho que o Estado-Maior Conjunto aprovasse um aumento para 390 mil marinheiros. O exército não foi contra, pois já estava com mais de trezentos mil soldados acima de seu teto e precisava dos navios de ataque para a Campanha das Filipinas. Foi destacado que essa medida iria exacerbar a escassez de mão de obra nacional e afetaria adversamente a indústria de munição, além de que medidas drásticas seriam necessárias caso o exército enfrentasse mais dificuldades de pessoal, o que de fato ocorreu.

### Batalha do Atlântico
Foi antecipado que submarinos alemães iriam atacar navios mercantes na Costa Leste dos Estados Unidos assim que a guerra contra a Alemanha fosse declarada, pois isto já tinha acontecido na Primeira Guerra Mundial. O vice-almirante alemão Karl Donitz, comandante dos submarinos alemães, ordenou em 12 de dezembro de 1941 um ataque de codinome Operação Batida de Tambor. King emitiu no dia seguinte um aviso para todos os comandos do Atlântico sobre um iminente ataque de submarinos. Isto não ocorreu imediatamente, pois os submarinos tinham sido retirados do Atlântico Ocidental e prioridade tinha sido dada para operações no Mar Mediterrâneo. Esta calmaria permitiu que campos minados defensivos fossem criados e redes antissubmarinas erguidas para proteger portos. Apenas os submarinos de grande autonomia do Tipo IX e alguns do Tipo VII podiam chegar no Atlântico Ocidental, então apenas seis a oito submarinos poderiam ficar na Costa Leste entre janeiro e junho de 1942.

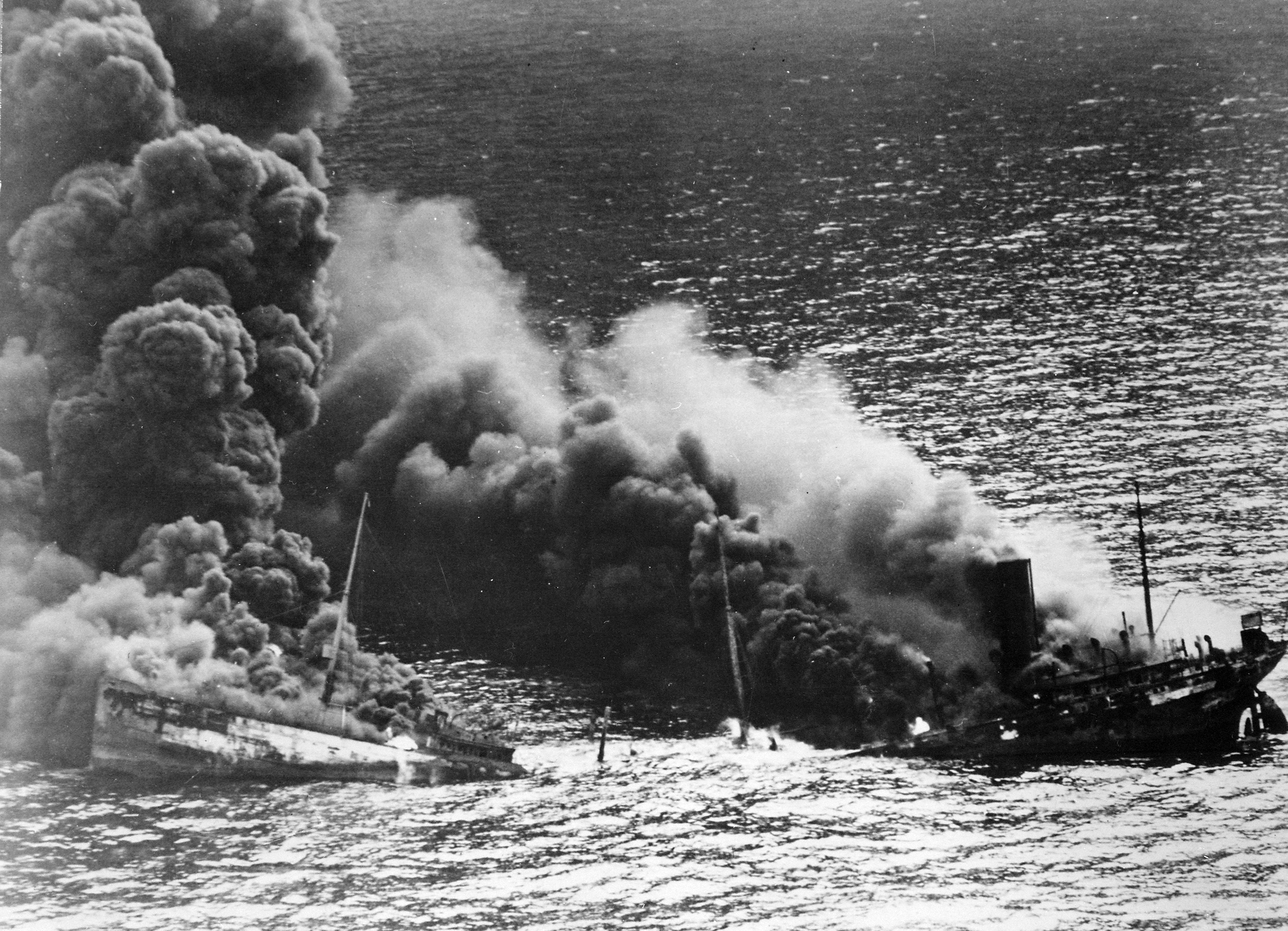
O cargueiro SS Dixie Arrow afundando em 26 de março de 1942 depois de ser torpedeado no Cabo Hatteras pelo U-71

Os ataques alemçaes começaram em 12 de janeiro, quando o cargueiro britânico SS Cyclops foi afundado a trezentas milhas náuticas (560 quilômetros) do Cabo Cod em Massachusetts pelo U-123. Até o final do mês os submarinos alemães tinham afundado treze embarcações totalizando 95 mil toneladas de arqueação bruta. Poucos dos navios mercantes estavam armados e aqueles que estavam nada podiam fazer diante dos submarinos. Cada um destes carregava catorze torpedos, incluindo alguns de um novo modelo elétrico que não deixava bolhas de ar na superfície, também possuindo um canhão de convés que poderia afundar navios mercantes.
Não havia um blecaute litorâneo, pois isto era uma questão sensível politicamente; as cidades litorâneas resistiam porque isso supostamente traria uma perda dos lucros do turismo. O contra-almirante Adolphus Andrews, o comandante da Fronteira Marítima Oriental, não gostava como as luzes dos calçadões destacavam as silhuetas das embarcações ancoradas e de como os submarinos alemães conseguiam operar em águas rasas. Ele ordenou em 18 de abril que as luzes viradas para o mar fossem apagadas, enquanto o exército declarou um blecaute para cidades litorâneas em 18 de maio. Os alemães tinham decifrado os códigos britânicos e estadunidenses e algumas vezes ficavam esperando os alvos. Enquanto isso, a Kriegsmarine adicionou em abril uma roda extra na sua máquina Enigma, com os Aliados perdendo por dez meses a capacidade de decifrar os códigos alemães.
Andrews introduziu um sistema em que navios eram ancorados durante a noite nos ancoradouros protegidos da Baía de Chesapeake e Baía de Delaware, mas os submarinos ficaram mais ousados a medida que os dias ficavam mais longos, começando a atacar à luz do dia e algumas vezes da superfície. A marinha não tinha aeronaves capazes de fazer varreduras no mar no início de 1942, enquanto o Comando Antissubmarino das Forças Aéreas do Exército tinha apenas nove aviões que realizavam duas varreduras à luz do dia a cada 24 horas. Esta força foi reforçada até 1º de abril por quatro aeronaves do exército e 86 da marinha. A Força Aérea Real se recusou a abrir mão dos bombardeiros estadunidenses que estava prontos para serem enviados, mas a Marinha Real enviou 22 traineiras para ajudar. Apenas 23 cúteres de 27 metros da Guarda Costeira dos Estados Unidos estavam disponíveis até 1º de abril, além de 42 cúteres menores, três barcos de patrulha de 53 metros e doze outras embarcações.

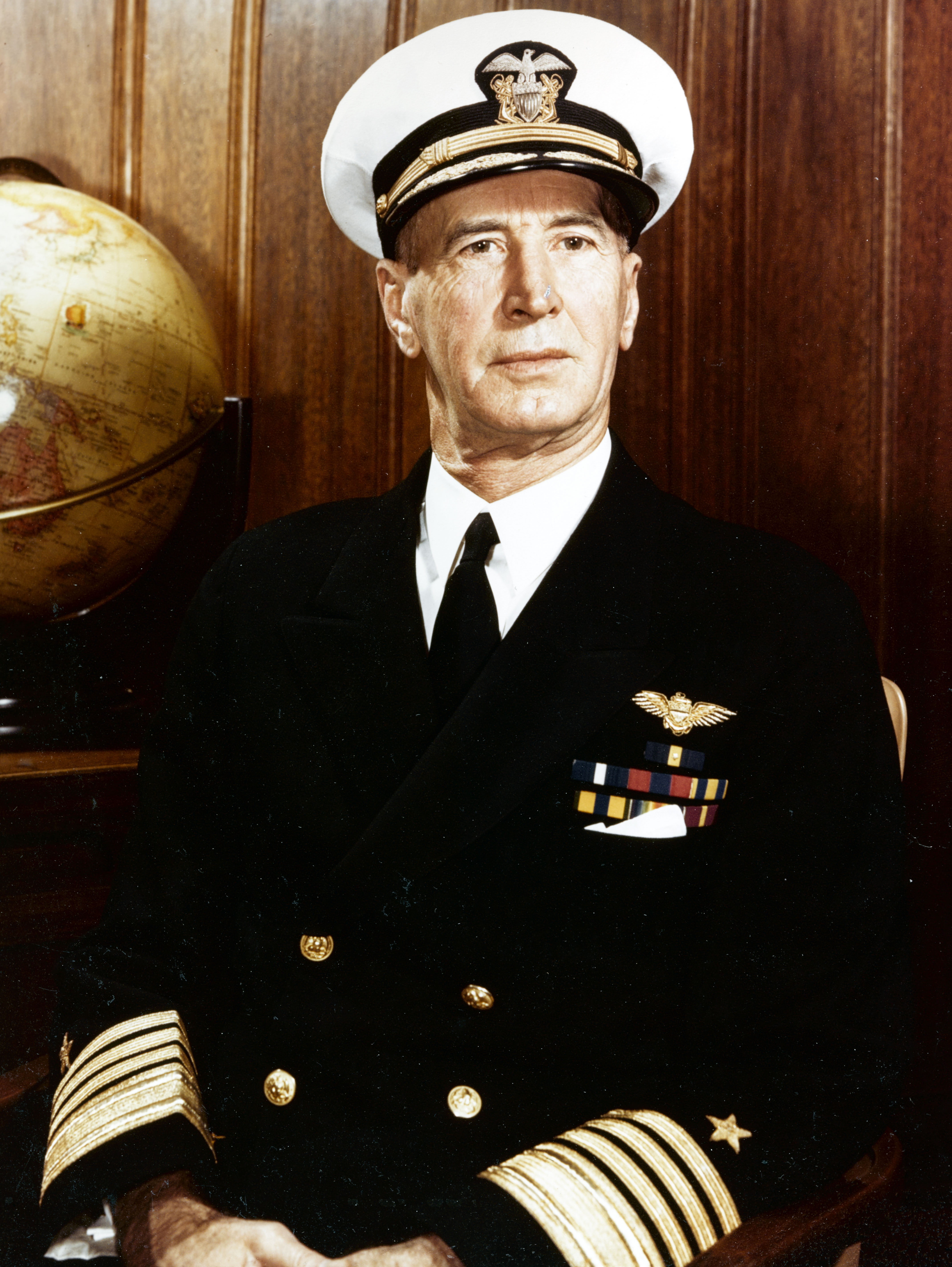
King c. 1942–1944

King, enquanto era membro do Conselho Geral em 1940, tinha recomendado copiar os cúteres de cem metros da Classe Treasury. Depois, quando era Comandante da Frota do Atlântico, pressionou Stark para conseguir esses navios, mas este respondeu que Roosevelt não tinha aprovado. O presidente, que esteve envolvido no desenvolvimento de caça-submarinos durante a Primeira Guerra Mundial, achava que embarcações menores seriam suficientes para lidar com os submarinos e que poderiam ser adquiridas no último minuto, assim não havia necessidade de interferir com o programa de construção de navios capitais. King, reconhecendo que embarcações menores tinham seu uso, destacou que deveres de escolta necessitavam de navios que poderiam lidar com clima ruim e com tripulação suficiente para turnos de vigia 24 horas por dia.
Contratorpedeiros seriam o ideal, mas eles eram necessários para escoltar navios de transporte de tropas e comboios transatlânticos, além de proteger os navios das frotas do Atlântico e Pacífico em suas operações de guerra. Também possuíam características desnecessárias para escolta de comboios que retardavam a construção. Consequentemente, um navio de guerra reduzido, o contratorpedeiro de escolta, foi desenvolvido especificamente para funções antissubmarinas e para ser produzido em grandes números. O primeiro desses foi encomendado em julho de 1941 e King pediu por mil navios em junho de 1942, mas maiores prioridades para lanchas de desembarque fez com que o primeiro só fosse entregue em abril de 1943. Andrews, cedendo para a pressão pública, enviou contratorpedeiros para patrulhas antissubmarino. Não afundaram submarino algum e um deles, o USS Jacob Jones, foi afundado pelo U-578. Falta de treinamento, experiência e equipamentos antissubmarino dificultava o trabalho de afundar submarinos quando estes eram avistados. Forças estadunidenses afundaram oito submarinos em seis meses e meio, aproximadamente o mesmo número que os alemães produziam em dez dias. Enquanto isso, os submarinos afundara 36 navios mercantes para 2,25 milhões de toneladas de arqueação bruta.
Navios mercantes navegando por vias litorâneas não estavam viajando em comboios. King perguntou o motivo disto e Andrews respondeu que não havia embarcações de escolta suficientes para que comboios se tornassem eficazes, além de que comboios iriam aumentar o tempo dos navios no porto e dar ao inimigo grupos concentrados de alvos em vez de navios únicos prosseguindo independentemente, então um comboio com poucas escoltas seria pior que comboio algum. King aceitou isto e prometeu proporcionar mais escoltas quando estivessem disponíveis. Essas crenças eram contrárias à experiência britânica, que determinou que até mesmo comboios com pouca escolta ainda eram eficazes em reduzir as chances de submarinos detectarem os navios. Estudos mostraram que comboios eram mais seguros, porém a perda de capacidade de transporte por causa de atrasos na formação e descarga de comboios talvez excedessem a tonelagem perdida por viagens individuais e naufrágios. Conselhos britânicos não tiveram impacto.

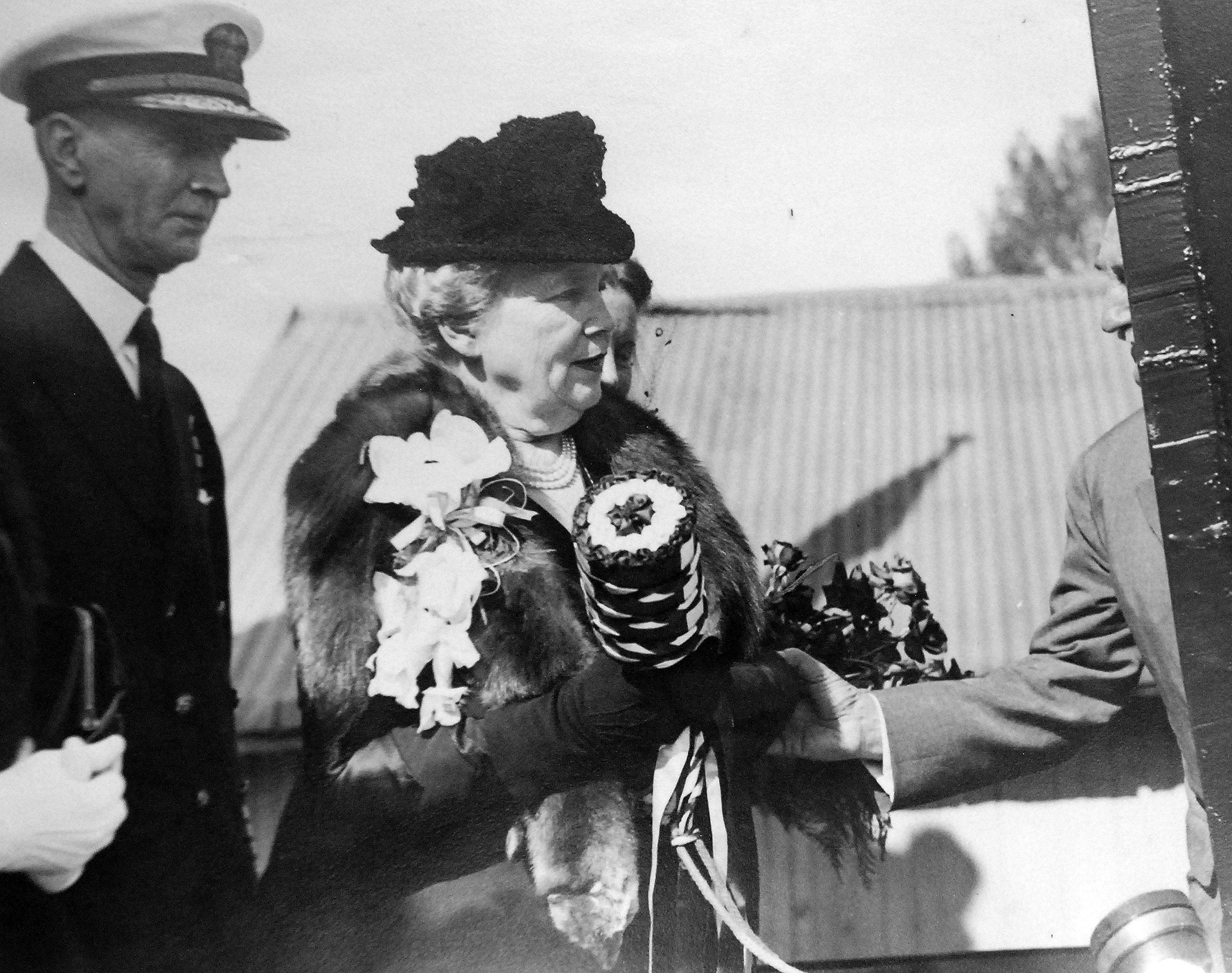
King observando Annie Knox batizar o contratorpedeiro USS Frank Knox, nomeado em homenagem ao falecido Secretário da Marinha, em 17 de setembro de 1944

King reuniu um conselho de representantes da Frota dos Estados Unidos, Frota do Atlântico e Fronteiras Marítimas Oriental, do Caribe e do Golfo para elaboraram um sistema de comboios. Ele opinou que "Escolta não é apenas um meio de lidar com a ameaça dos submarinos, é o único meio que dá qualquer promessa de sucesso. As chamadas operações de caça e patrulha provaram-se inúteis repetidas vezes". O conselho entregou seu relatório em março de 1942. King reuniu os recursos disponíveis em maio a fim de estabelecer um sistema de comboios interligados entre Newport em Rhode Island e Key West na Flórida. A ameaça de submarinos contra as águas litorâneas estadunidenses foi contida até agosto de 1942. A chamada "Segunda Época de Felicidade" dos submarinos terminou com uma enorme redução das perdas. O mesmo ocorreu quando comboios foram empregados também no Caribe.
King foi assumindo cada vez mais controle sobre a campanha antissubmarina à medida que o tempo foi passando. Ele designou Edwards como o coordenador antissubmarino, enquanto em maio de 1942 transferiu a Seção de Comboio e Rotas do escritório do Chefe de Operações Navais para o escritório do Comandante da Frota dos Estados Unidos. Uma unidade de guerra antissubmarina foi estabelecida como parte da equipe do Comandante da Frota dos Estados Unidos. Isto levou à criação do Grupo de Pesquisa de Operações de Guerra Antissubmarina, que realizou pesquisas operacionais em cooperação com cientistas do Comitê de Pesquisa de Defesa Nacional. Ele também seguiu uma recomendação de oficiais da Marinha Real e estabeleceu um centro de inteligência operacional que rastreava movimentos de submarinos e proporcionava avisos para navios mercantes. King estabeleceu a Décima Frota em 20 de maio de 1943 sob seu próprio comando com o objetivo de coordenar a campanha antissubmarina. Submarinos italianos e alemães afundaram 780 navios entre julho de 1942 e maio de 1943 totalizando 4,5 milhões de toneladas de arqueação bruta, mas novos navios estavam sendo construídos mais rápidos do que os submarinos podiam afundá-los. Neste mesmo período, treze submarinos foram afundados em média por mês, comparados aos dezoito a 23 que estavam sendo construídos.
Uso de aeronaves de patrulha marítima de longa distância foi complicado por disputas entre os ramos de serviço por comando e controle. Os aviões pertenciam ao Comando antissubmarino das Forças Aéreas do Exército, mas a missão era da marinha, existindo diferenças de doutrina entre os dois. Arnold resistia em designar suas aeronaves para o controle operacional dos comandantes das fronteiras marítimas, enquanto King rejeitou uma proposta de colocar todos os ativos aéreos, tanto da marinha quanto do exército, sob as Forças Aéreas do Exército. Em vez disso, Marshall concordou em transferir aviões Consolidated B-24 Liberator para a marinha. Arnold e Henry L. Stimson, o Secretário da Guerra, inicialmente ficaram apreensivos e procuraram garantias de que a marinha não estava querendo desempenhar um papel em bombardeio estratégico. Um acordo aceitável foi negociado e as aeronaves foram transferidas em 1º de setembro de 1943, exceto por algumas que estavam no Reino Unido, que vieram em novembro.
King deu prioridade para a construção de navios de guerra sobre mercantes. O Estado-Maior Conjunto aprovou 2,8 milhões de toneladas de arqueação bruta para novos navios da Classe Liberty para 1943 na condição de que isto não interferisse com a construção de navios de guerra. O programa de construção mercante só prosseguiu porque a capacidade industrial cresceu até o ponto que isso se tornou possível. O Estado-Maior Conjunto rejeitou mais maiores aumentos na construção de navios mercantes porque havia escassez de aço. Também haviam uma escassez de borracha, que o exército precisava para pneus de caminhão e lagartas de tanques, e gasolina de aviação de alta octanagem, que as Forças Aéreas do Exército precisavam para seus aviões. King concordou com os planos do Conselho de Produção de Guerra para dar prioridade para a produção de borracha sintética, mas rejeitou propostas de aumentar a prioridade de produção de gasolina de aviação porque interferiria com o programa de contratorpedeiros de escolta.

### Guerra na Europa

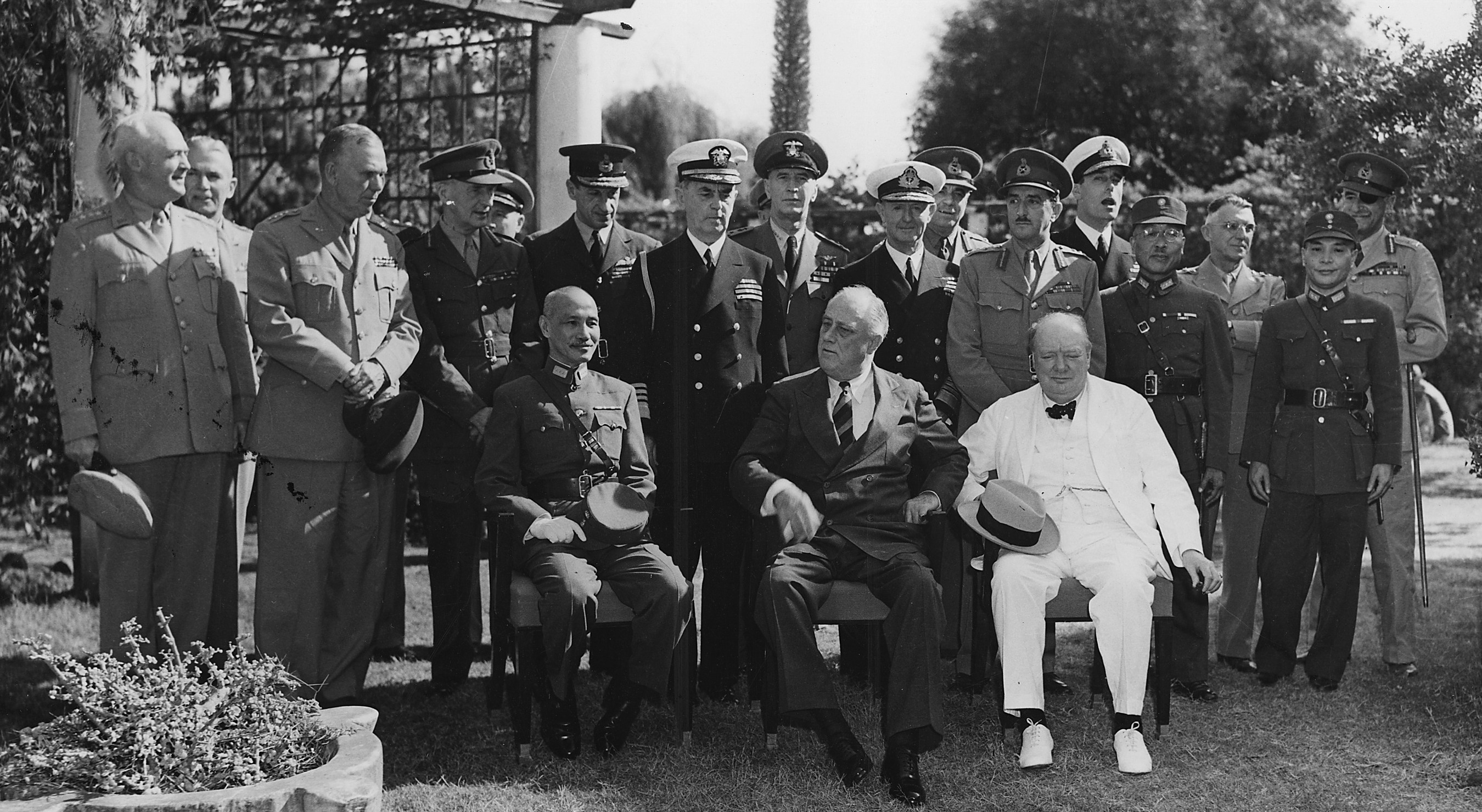
A Conferência do Cairo de novembro de 1943; King está no centro e ao fundo, atrás de Roosevelt e Leahy

O Estado-Maior Conjunto, de acordo com a estratégia previamente concordada com os britânicos de "Europa primeiro", propuseram formar uma força de 48 divisões no Reino Unido para desembarque na França em 1943. Os planejadores do Exército dos Estados Unidos perceberam que os Aliados ocidentais não tinham os recursos necessários na época para desafiarem a Alemanha em terra e que assim a maior parte da luta teria de ser feita pela União Soviética. Desta forma, era crucial manter os soviéticos na guerra. Caso parecesse que a União Soviética iria cair diante dos alemães, desembarques de emergência teriam de ocorrer na França em 1942.
O estado-maior britânico rejeitou os planos para os desembarques de 1942 e em vez disso propuseram uma invasão do Norte da África Francês. Os planejadores do exército, liderados pelo major-general Dwight D. Eisenhower, o Chefe da Divisão de Planos de Guerra, concluíram que o melhor jeito de auxiliar a União Soviética era uma ofensiva contra o Japão no Pacífico, o que impediria o Exército de Kwantung japonês na Manchúria de atacar a Sibéria. King concordou, pois não enxergava valor em deixar recursos inativos no Atlântico quando poderiam estar sendo usados no Pacífico; ele chegou a dizer que "era duvidoso quando, se é que algum dia, os britânicos iriam consentir com a operação através do Canal". Roosevelt discordou e ordenou que a a invasão do Norte da África fosse levada adiante.
King certa vez reclamou que o Pacífico merecia trinta por cento dos recursos Aliados, mas estava recebendo apenas quinze. Ele foi acusado pelo marechal de campo britânico sir Alan Brooke de favorecer o Pacífico na Conferência do Cairo em novembro de 1943 e a discussão ficou acalorada. O tenente-general Joseph Stilwell escreveu que "Brooke ficou desagradável e King ficou bom e dolorido. King quase subiu na mesa para pegar Brooke. Deus, eles estava enraivecido. Eu queria que ele tivesse dado um soco nele".

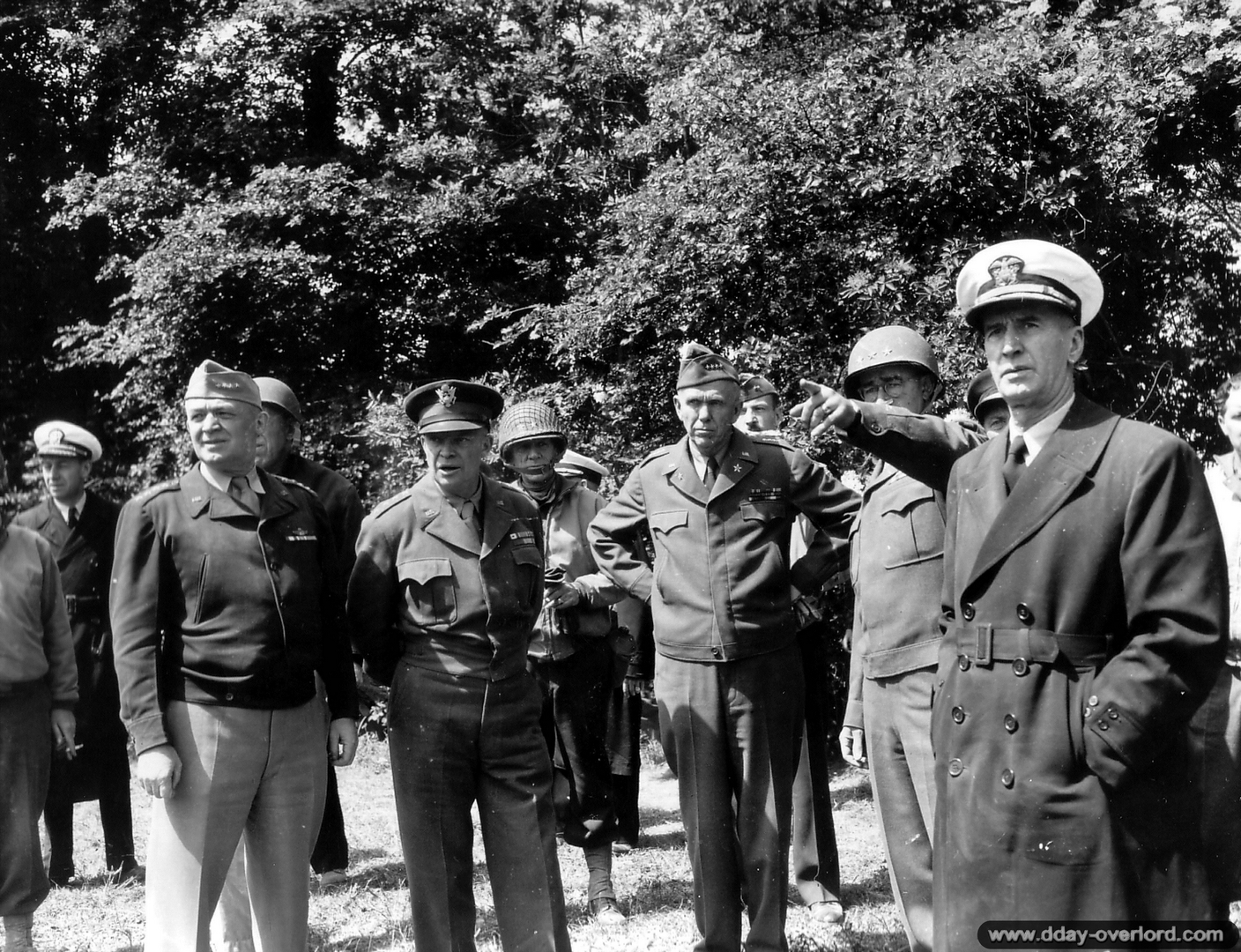
Esquerda para direita: Arnold, Eisenhower, Marshall, tenente-general Omar Bradley e King em Pointe du Hoc na Normandia em 12 de junho de 1944

Lanchas e embarcações de desembarque receberam a mais alta prioridade de construção em 1942, mas King enviou muitas delas para o Pacífico depois das planejadas invasões da França terem sido abandonadas. Ele prometeu durante a Primeira Conferência de Quebec em setembro de 1943 proporcionar 110 embarcações de desembarque de tanques (LST), 58 lanchas de desembarque de infantaria (LCI), 146 lanchas de desembarque de tanques (LCT), 250 lanchas de desembarque de mecanizados (LCM) e 470 lanchas de desembarque de veículos e pessoal (LCVP) para a planejada invasão da Normandia em 1944. O plano da invasão foi ampliado no início de 1944 para cinco divisões e assim os números prometidos deixaram de ser suficientes. Também havia uma discrepância entre os cálculos britânicos e estadunidenses sobre a capacidade das embarcações e lanchas de desembarque disponíveis.
Marshall enviou o major-general John E. Hull e King enviou Cooke para a Europa, onde se encontraram com os contra-almirantes Alan Goodrich Kirk, comandante da Força Tarefa Naval Ocidental, e John L. Hall Jr., o comandante da Força Anfíbia IX. Juntos resolveram as questões sobre a capacidade de carga e disponibilidade de lanchas de desembarque, com Eisenhower adiando a planejada invasão do sul da França, o que permitiu que mais embarcações de desembarque fosse liberadas do Mediterrâneo. King aprovou 168 LSTs, 124 LCIs, 247 LCTs, 216 LCMs e 1 089 LCVPs para a Normandia. Hall aproveitou para pedir por mais navios de suporte de artilharia. King tinha presumido que a Marinha Real iria cuidar disso, mas os britânicos estavam deixando uma força na reserva com a Frota Doméstica para o caso da Kriegsmarine tentar algo. Desta forma, King enviou os couraçados USS Arkansas, USS Texas e USS Nevada, mais uma esquadra de contratorpedeiros.

### Campanha do Pacífico
King assumiu o desenvolvimento de uma estratégia no Pacífico. Ele propôs uma operação nas Ilhas Salomão depois da derrota japonesa na Batalha de Midway em junho de 1942. Houve discussões sobre arranjos de comando e Marshall sugeriu mover a fronteira da Área do Sudoeste do Pacífico para que o sul das Ilhas Salomão fosse transferido para a Área do Sul do Pacífico. Os dois comandantes do Pacífico, o general Douglas MacArthur e o vice-almirante Robert L. Ghormley, expressaram dúvidas sobre a operação, mas King instruiu Nimitz a seguir adiante. Fuzileiros navais desembarcaram em Guadalcanal em 7 de agosto, mas a Marinha dos Estados Unidos e a Marinha Real Australiana sofreram uma grande derrota na Batalha da Ilha Savo na noite do dia 8 para o 9, perdendo quatro cruzadores. King tentou impedir que as notícias da derrota se tornassem públicas.
A situação no sul do Pacífico continuou a piorar e King tentou fazer com que Marshall e Arnold disponibilizassem mais recursos, mas sua prioridade era a invasão do Norte da África Francês. Roosevelt acabou ordenando que o Estado-Maior Conjunto mantivesse Guadalcanal. King deu seu consentimento em 16 de outubro para o pedido de Nimitz para que Ghormley fosse removido do comando, substituindo-o pelo vice-almirante William Halsey. Este era um líder muito mais agressivo e logo trouxe resultados, mas a um grande custo: o porta-aviões USS Enterprise foi danificado e o USS Hornet afundado na Batalha das Ilhas Santa Cruz em 26 de outubro. O andamento da campanha começou a virar em favor dos Aliados em novembro a medida que reforços foram chegando em Guadalcanal, porém os combates na ilha continuaram até 8 de fevereiro de 1943.

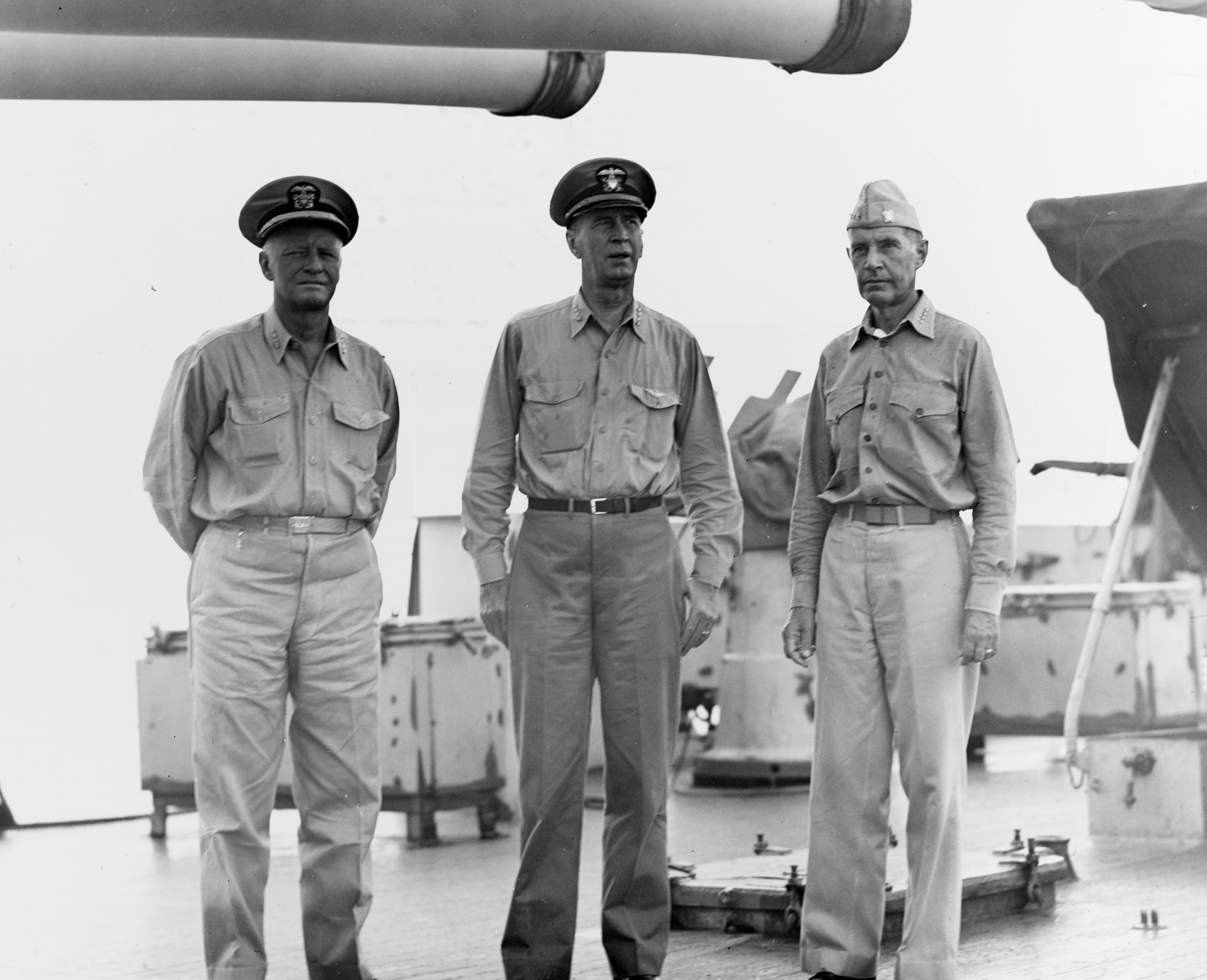
Nimitz, King e Spruance a bordo do em 18 de julho de 1944

King viajou para Pearl Harbor em 25 de setembro de 1943 para seu primeiro encontro com Nimitz no local. O primeiro item de discussão era a Operação Galvânico, a campanha para capturar as ilhas de Tarawa e Nauru. O almirante Raymond Spruance, comandante da Quinta Frota, surpreendeu King com um documento do major-general Holland Smith, o comandante do V Corpo Anfíbio, que argumentava que Nauru era muito bem defendida. Smith e Spruance desta forma recomendavam em vez disso tomar Makin. King estava relutante mas acabou concordando, conseguindo também a concordância dos outros membros do Estado-Maior Conjunto.
King também se encontrou com o contra-almirante Charles A. Lockwood, o comandante dos submarinos da Frota do Pacífico. Lockwood falou sobre os problemas que os submarinistas estavam tendo com o torpedo Marco 14, que tinha detonadores magnéticos e de contato. Testes que ele tinha realizado recentemente confirmaram relatórios dos capitães de submarinos de que nenhum dos detonadores funcionavam propriamente, conseguindo permissão de King para modificar os torpedos em Pearl Harbor em vez de esperar que o Escritório de Munições proporcionasse os consertos. King levantou a possibilidade de promover Lockwood para vice-almirante, mas Nimitz não levou isto adiante, assim King o promoveu quando Lockwood retornou para Washington. King ficou impressionado com os torpedos elétricos alemães G7e, alguns dos quais tinham sido recuperados depois de irem parar em terra, fazendo com que o Escritório de Munições desenvolvesse um torpedo elétrico. O resultado foi o torpedo Marco 18, mas este estava cheio de problemas de desenvolvimento e produção.

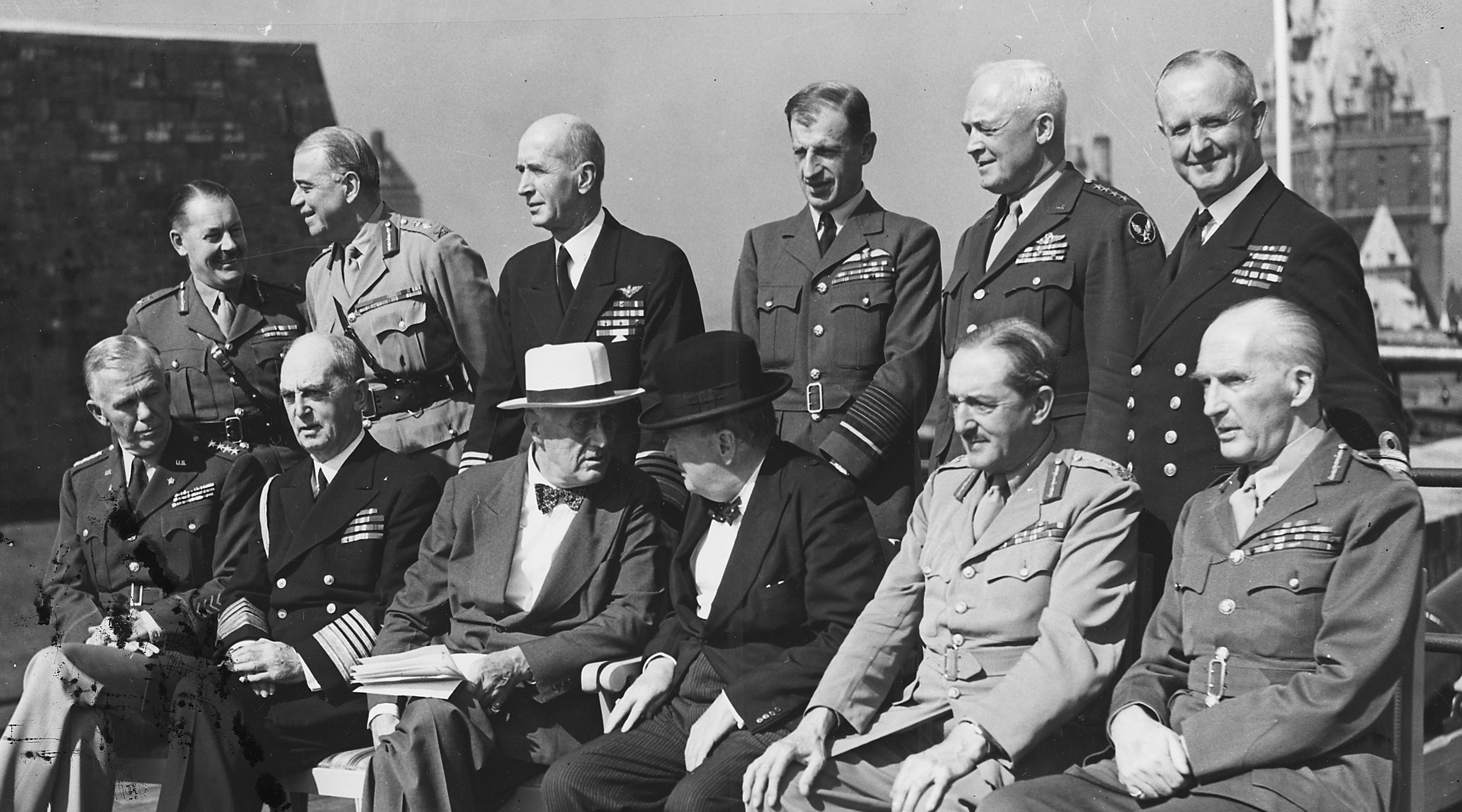
Líderes Aliados na Segunda Conferência de Quebec em setembro de 1944; King está atrás de Roosevelt

A atuação de forças britânicas no Pacífico era uma questão política. A medida foi forçada sobre Churchill pelo estado-maior britânico, não apenas para reestabelecer a presença britânica na região, mas para mitigar a impressão nos Estados Unidos de que o Reino Unido não estava ajudando a derrotar o Japão. King insistiu na Segunda Conferência de Quebec em setembro de 1944 que as operações navais contra o Japão permanecessem estadunidenses e resistiu à presença britânica no Pacífico, fazendo com que alguns historiadores o acusassem de anglofobia e de querer impedir que os britânicos tomassem parte da glória da derrota do Japão. A Marinha dos Estados Unidos de fato tinha uma antiga rivalidade institucional com a Marinha Real e King era um produto dessa instituição.
Entretanto, ele citou questões logísticas e dificuldades técnicas para manter as forças navais britânicas no Pacífico, detalhes que ele era extremamente familiar como antigo capitão de porta-aviões. A Marinha Real fora pensada para operações de curta distância em clima frio, necessitando de sua própria munição e cargueiros refrigerados no Pacífico. Mesmo aeronaves produzidas pelos Estados Unidos não podiam ter suas modificações revertidas. Roosevelt e Leahy rejeitaram King, com o Estado-Maior Conjunto aceitando a oferta britânica contato que a frota fosse totalmente autossustentável. A Frota Britânica do Pacífico teve um bom desempenho contra os japoneses durante os últimos meses da guerra, apesar das reservas de King, porém suas preocupações sobre logística foram válidas já que os britânicos nunca conseguiram se tornar totalmente autossustentáveis.
King, assim como muitos estadunidenses, era contra operações que ajudariam britânicos, franceses e neerlandeses a recuperarem seus posses ultramarinas pré-guerra no Sudeste Asiático. Ele foi descrito muitas vezes como um anglofóbico, mas King tinha orgulho de sua ancestralidade britânica, gostou de suas visitas ao Reino Unido e estabeleceu boas relações com muitos de seus colegas britânicos. Quando um oficial da Força Aérea Real reclamou que King era anti-britânico, o marechal de campo sir John Dill o defendeu afirmando que King era pró-estadunidense em vez de ser anti-britânico. Dill passou um período no hospital e foi visitado todos os dias por King.
O almirante britânico sir James Somerville foi encarregado em outubro de 1944 da liderança da delegação naval britânica em Washington e conseguiu, para a surpresa de quase todos, se dar bem com o notoriamente abrasivo King. O general britânico sir Hastings Ismay descreveu King como:
| “ | ... duro como pregos e portava-se tão rígido quanto um atiçador. Ele era direto e reservado, quase ao ponto da grosseria. No início era intolerante e desconfiado de todas as coisas Britânicas, especialmente da Marinha Real; mas ele era quase igualmente intolerante e desconfiado do Exército Americano. A guerra contra o Japão era o problema para o qual ele tinha dedicado o estudo de uma vida inteira e ressentia da ideia de recursos Americanos sendo usados para qualquer outro propósito diferente de destruir os Japoneses. Ele desconfiava dos poderes de defesa de direitos de Churchill e ficava apreensivo de que ele adularia o Presidente Roosevelt a negligenciar a guerra no Pacífico ... King suavizou e ficou muito mais amigável à medida que todos nos conhecemos melhor. A última vez que eu o vi foi em um grande jantar oficial em Potsdam em julho de 1945 quando, para meu espanto, ele brindou à minha saúde em termos muito lisonjeiros. Fiquei tão orgulhoso quanto um subalterno conseguindo sua primeira menção nos despachos. | ” |

## Aposentadoria e morte

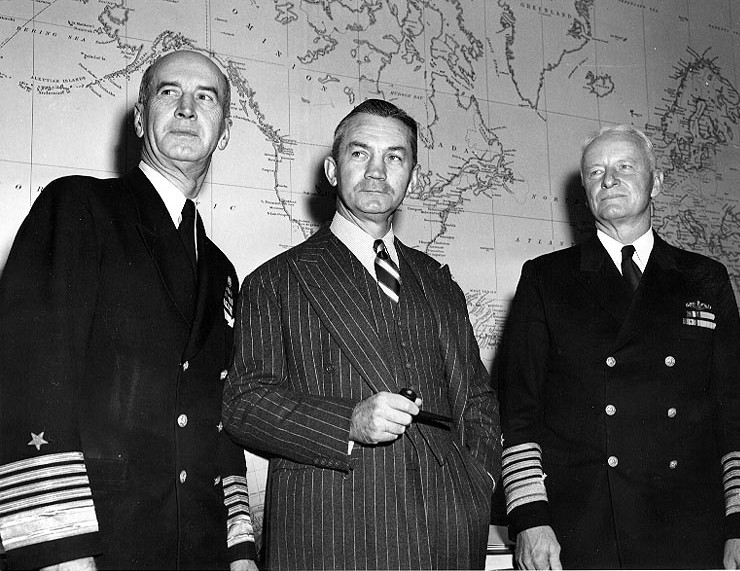
King, Forrestal e Nimitz em 21 de novembro de 1945

O Congresso aprovou uma lei em 14 de dezembro de 1944 que criava as patentes de cinco estrelas de almirante de frota e general de exército. Cada ramo de serviço podia ter até quatro oficiais com essas patentes. Leahy foi promovido a almirante de frota em 15 de dezembro, seguido por Marshall, King, MacArthur, Nimitz, Eisenhower e Arnold em dias sucessivos. King foi promovido em 17 de dezembro e se tornou a segunda pessoa na história da Marinha dos Estados Unidos a alcançar a patente de almirante de frota, sendo o terceiro oficial mais graduado das forças armadas estadunidenses atrás de Leahy e Marshall.
O presidente Harry S. Truman emitiu a Ordem Executiva 9635 em 29 de setembro de 1945, revogando as ordens 8984 e 9096 e restaurando a primazia do Secretário da Marinha e do Chefe de Operações Navais. O cargo de Comandante da Frota dos Estados Unidos foi abolido em 10 de outubro. Era o desejo de King que fosse sucedido por Nimitz como Chefe de Operações Navais, mas Forrestal queria Edwards. King escreveu para Truman e este concordou com a nomeação de Nimitz, mas Forrestal fez valer sua autoridade ao limitar o mandato a apenas dois anos em vez de quatro e realizar a mudança mais cedo do que King queria.
King deixou o serviço ativo em 15 de dezembro, mas oficialmente permaneceu na marinha porque oficiais de cinco estrelas recebiam salários de oficiais da ativa vitaliciamente. O salário de todos os almirantes era o mesmo até 1955, quando o Congresso aumentou aquele de vice-almirantes e almirantes, mas os dos almirantes de frota não. Também não foi aumentado em outros aumentos e suas viúvas depois receberam uma pensão baseada no salário de contra-almirantes.

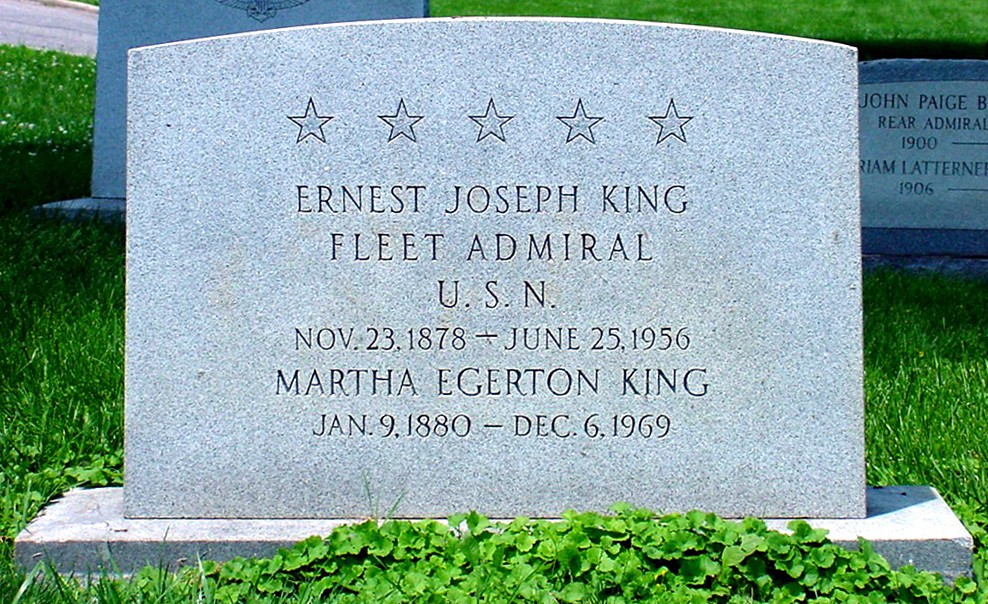
Túmulo de King e sua esposa

King viveu sua aposentadoria em Washington. Manteve-se ativo nos primeiros anos, atuando como presidente da Fundação Histórica Naval de 1946 a 1949, também escrevendo o prefácio e ajudando na escrita de Battle Stations! Your Navy In Action, um livro de história fotográfica sobre as operações da Marinha dos Estados Unidos na Segunda Guerra Mundial publicado em 1946. Co-escreveu em 1952 sua autobiografia (na terceira pessoa) com Walter Muir Whitehill, intitulada Fleet Admiral King: A Naval Record.
Ele sofreu um debilitante acidente vascular cerebral em agosto de 1947 e depois disso sua saúde ruim o forçou a ficar em hospitais navais em Bethesda, em Maryland, e em Kittery, no Maine. King morreu de um infarto agudo do miocárdio em Kittery no dia 25 de junho de 1956 aos 77 anos de idade. Seu corpo foi transportado de avião para Washington e foi velado na Catedral Nacional, sendo em seguida enterrado no Cemitério da Academia Naval dos Estados Unidos em Annapolis. Sua esposa Mattie morreu em 6 de dezembro de 1969 e foi enterrada ao seu lado. Seus documentos estão guardados na Biblioteca Nimitz na Academia Naval.

## Patentes e datas
| Alferes                | Tenente júnior      | Tenente               | Tenente-comandante      | Comandante             |
| O-1                    | O-2                 | O-3                   | O-4                     | O-5                    |
| ---------------------- | ------------------- | --------------------- | ----------------------- | ---------------------- |
|                        |                     |                       |                         |                        |
| 7 de junho de 1903     | Não deteve          | 7 de junho de 1906    | 1º de julho de 1913     | 1ª de julho de 1917    |
|                        |                     |                       |                         |                        |
| Capitão                | Contra-almirante    | Vice-almirante        | Almirante               | Almirante de Frota     |
| O-6                    | O-8                 | O-9                   | O-10                    | Nível Especial         |
|                        |                     |                       |                         |                        |
| 21 de setembro de 1918 | 26 de abril de 1933 | 29 de janeiro de 1938 | 1º de fevereiro de 1941 | 17 de dezembro de 1944 |

## Condecorações
|                                                                                           |                                               |                                              |  |  |  |
| Predefinição:Ribbon devices/alt · Gold star · Gold star · Predefinição:Ribbon devices/alt |                                               |                                              |  |  |  |
| Predefinição:Ribbon devices/alt                                                           | Predefinição:Ribbon devices/alt               | Predefinição:Ribbon devices/alt              |  |  |  |
| Predefinição:Ribbon devices/alt                                                           | Bronze star · Predefinição:Ribbon devices/alt | "A" Device · Predefinição:Ribbon devices/alt |  |  |  |
| Predefinição:Ribbon devices/alt                                                           | Predefinição:Ribbon devices/alt               | Predefinição:Ribbon devices/alt              |  |  |  |

| Distintivo de aviador naval   |                               |                                                                                 |                                                                                 |                                                            |                                                            |
| Cruz da Marinha               | Cruz da Marinha               | Cruz da Marinha                                                                 | Medalha de Serviço Distinto da Marinha com duas estrelas                        | Medalha de Serviço Distinto da Marinha com duas estrelas   | Medalha de Serviço Distinto da Marinha com duas estrelas   |
| Medalha Sampson               | Medalha Sampson               | Medalha da Campanha Espanhola                                                   | Medalha da Campanha Espanhola                                                   | Medalha da Campanha Filipina                               | Medalha da Campanha Filipina                               |
| Medalha do Serviço Mexicano   | Medalha do Serviço Mexicano   | Medalha de Vitória da Primeira Guerra Mundial com fecho da "Frota do Atlântico" | Medalha de Vitória da Primeira Guerra Mundial com fecho da "Frota do Atlântico" | Medalha de Serviço de Defesa Americano com Dispositivo "A" | Medalha de Serviço de Defesa Americano com Dispositivo "A" |
| Medalha da Campanha Americana | Medalha da Campanha Americana | Medalha de Vitória da Segunda Guerra Mundial                                    | Medalha de Vitória da Segunda Guerra Mundial                                    | Medalha do Serviço de Defesa Nacional                      | Medalha do Serviço de Defesa Nacional                      |

### Estrangeiras
King também recebeu vários prêmios e condecorações estrangeiras, mostradas aqui em ordem de recebimento:
| Barrete | Condecoração                                             | Ano  | País          |
| ------- | -------------------------------------------------------- | ---- | ------------- |
|         | Comandante da Ordem de Vasco Núñez de Balboa             | 1929 | Panamá        |
|         | Oficial da Ordem da Coroa da Itália                      | 1933 | Itália        |
|         | Grande Oficial da Ordem do Mérito Naval                  | 1943 | Brasil        |
|         | Primeira Classe da Ordem de Abdon Calderón               | 1943 | Equador       |
|         | Ordem do Mérito Naval                                    | 1943 | Cuba          |
|         | Cruz de Guerra                                           | 1944 | França        |
|         | Cavaleiro Grã-Cruz da Ordem do Banho                     | 1945 | Reino Unido   |
|         | Grã-Cruz da Ordem Nacional da Legião de Honra            | 1945 | França        |
|         | Ordem do Tripé Sagrado com Grande Cordão Especial        | 1945 | China         |
|         | Grã-Cruz da Ordem de Jorge I                             | 1946 | Grécia        |
|         | Cavaleiro Grã-Cruz com Espadas da Ordem de Orange-Nassau | 1948 | Países Baixos |
|         | Cavaleiro da Grã-Cruz da Ordem Militar da Itália         | 1948 | Itália        |
|         | Grande Oficial da Ordem da Coroa com palmeira            | 1948 | Bélgica       |
|         | Cruz de Guerra                                           | 1948 | Bélgica       |

## Homenagens
O contratorpedeiro de mísseis guiados USS King da Classe Farragut, lançado ao mar em 1960, foi nomeado em sua homenagem. Duas escolhas públicas em sua cidade natal de Lorain foram nomeadas em sua homenagem: a Escola Elementar Almirante King e o Colégio Almirante King, este último existiu até 2010 quando foi fundido com outra escola pública da cidade para formar o novo Colégio de Lorain. Escolas sediadas em bases navais e estações aéreas dos Estados Unidos ao redor do mundo foram nomeadas em 1956 com os nomes de diversos heróis estadunidenses, com o Colégio E.J. King na Base Naval de Sasebo no Japão sendo nomeado para ele. O salão de jantar da Academia Naval dos Estados Unidos é chamado de Salão King, mesmo nome do auditório da Escola de Pós-Graduação Naval. Um dos alojamentos do Comando de Treinamento de Oficiais de Newport, em Rhode Island, também é chamado de Salão King. Uma cadeira acadêmica no Colégio de Guerra Naval foi nomeada Professor de História Marítima Ernest J. King em homenagem ao grande interesse pessoal e profissional de King por história marítima. King já foi interpretado no cinema por Tyler McVey em The Gallant Hours de 1960, Russell Johnson em MacArthur de 1977, John Dehner em War and Remembrance de 1988 e Mark Rolston em Midway de 2019.